# Monasterio de Santa María de Palazuelos
El monasterio de Santa María de Palazuelos o de Nuestra Señora de Palazuelos fue un monasterio cisterciense del primer tercio del siglo XIII, construido en el valle del río Pisuerga, muy cerca de su orilla derecha, en lo que fue la villa de Palazuelos —hoy despoblado—, entre los términos actuales de Corcos del Valle y Cabezón de Pisuerga (provincia de Valladolid, España). Su fundación se debió a Alfonso Téllez de Meneses; tiene una dilatada historia que abarca desde su primer asentamiento hasta la Desamortización española del siglo XIX. Como tal construcción cisterciense la obra está entre el románico y el gótico. Fue un monumento grandioso —llegando a ser «Cabeza del Císter en Castilla»— del que queda tan solo las ruinas consolidadas del edificio de la iglesia.
En 1998-1999, tras el último desplome de cubiertas y un pilar de la nave sur —que arrastró consigo la primitiva espadaña—, la Junta de Castilla y León se hizo cargo de las obras de reparación urgentes dentro del Plan de Emergencias. Fueron unas obras importantes y de envergadura para evitar el derrumbe total de las que se hizo cargo la Empresa Cabero Edificaciones, especializada en restauraciones de monumentos históricos.
En 2012 gracias a la iniciativa del Ayuntamiento de Cabezón de Pisuerga y a la recién creada Asociación Amigos de Palazuelos (también de Cabezón) con el respaldo de la Diputación de Valladolid se puso en marcha un plan de desescombro, instalación eléctrica, limpieza, recopilación y numeración de sillares esparcidos por el suelo y todo lo necesario para poner el monumento a disposición del visitante y darle vida evitando su caída en un nuevo letargo.
El resto de edificios que componían el monasterio, así como el mobiliario y obras de arte de la iglesia ha pasado a ser parte del «Patrimonio desaparecido de la provincia de Valladolid».
Actualmente, está considerada como BIC (Bien de Interés Cultural) (fue declarada Monumento histórico-artístico perteneciente al Tesoro Artístico Nacional mediante decreto de 3 de junio de 1931).

## Contexto histórico

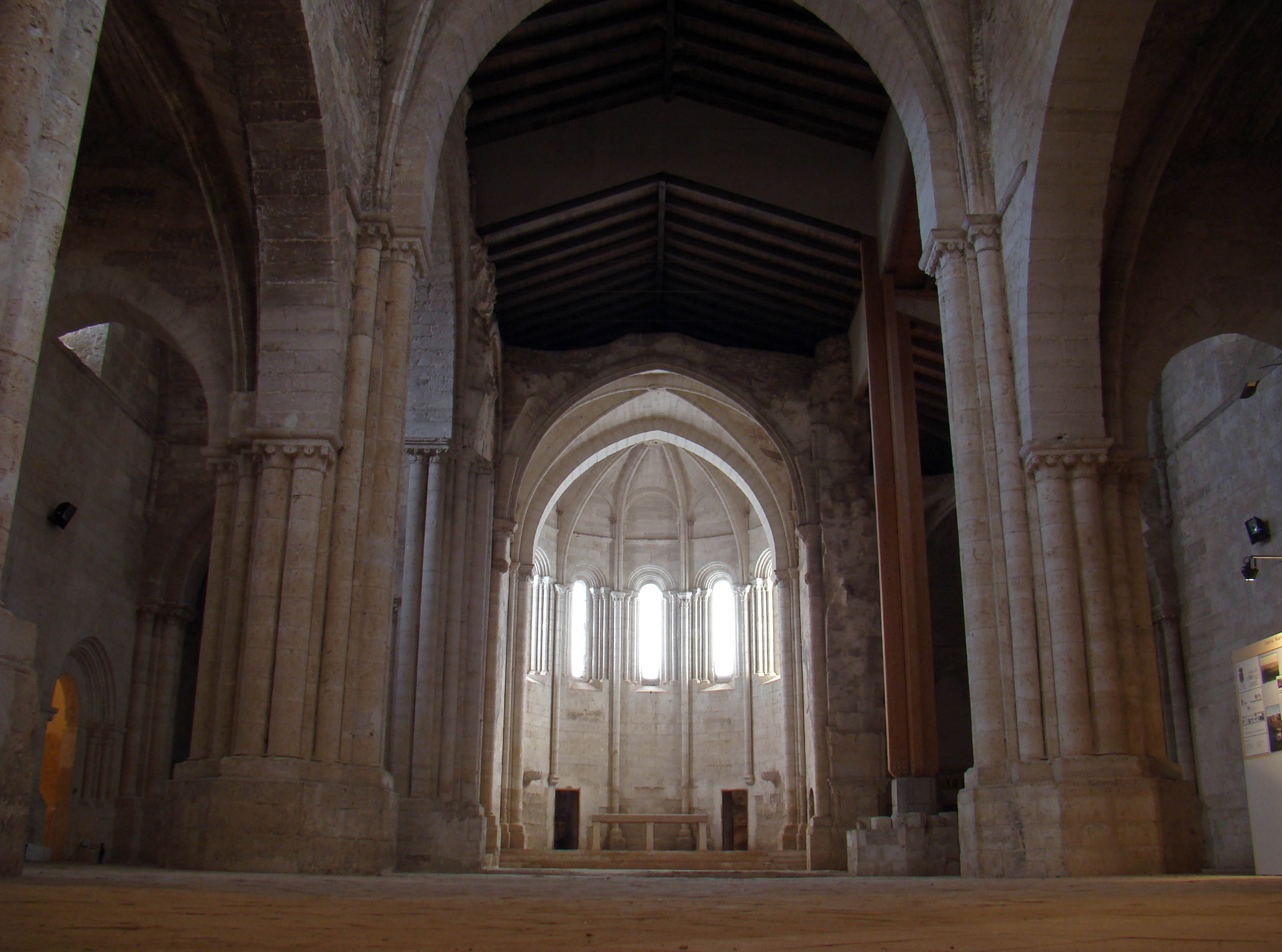
Ábside desde la nave central. La construcción del nuevo monasterio de Palazuelos adoptó la arquitectura del Císter.

El conjunto arquitectónico del monasterio de Palazuelos surgió cuando ya la orden del Císter de los monjes blancos estaba en plena pujanza, sustituyendo a los monjes negros de Cluny; algunos monasterios benedictinos pasaron a ser cistercienses. El monasterio de Palazuelos desde su anterior ubicación como monasterio benedictino de San Andrés de Vallbení acató también la reforma del Císter. La construcción del nuevo monasterio de Palazuelos adoptó la arquitectura del Císter, tan peculiar: un románico que llega a su fin y recoge elementos nuevos del gótico, un románico de transición con características propias.

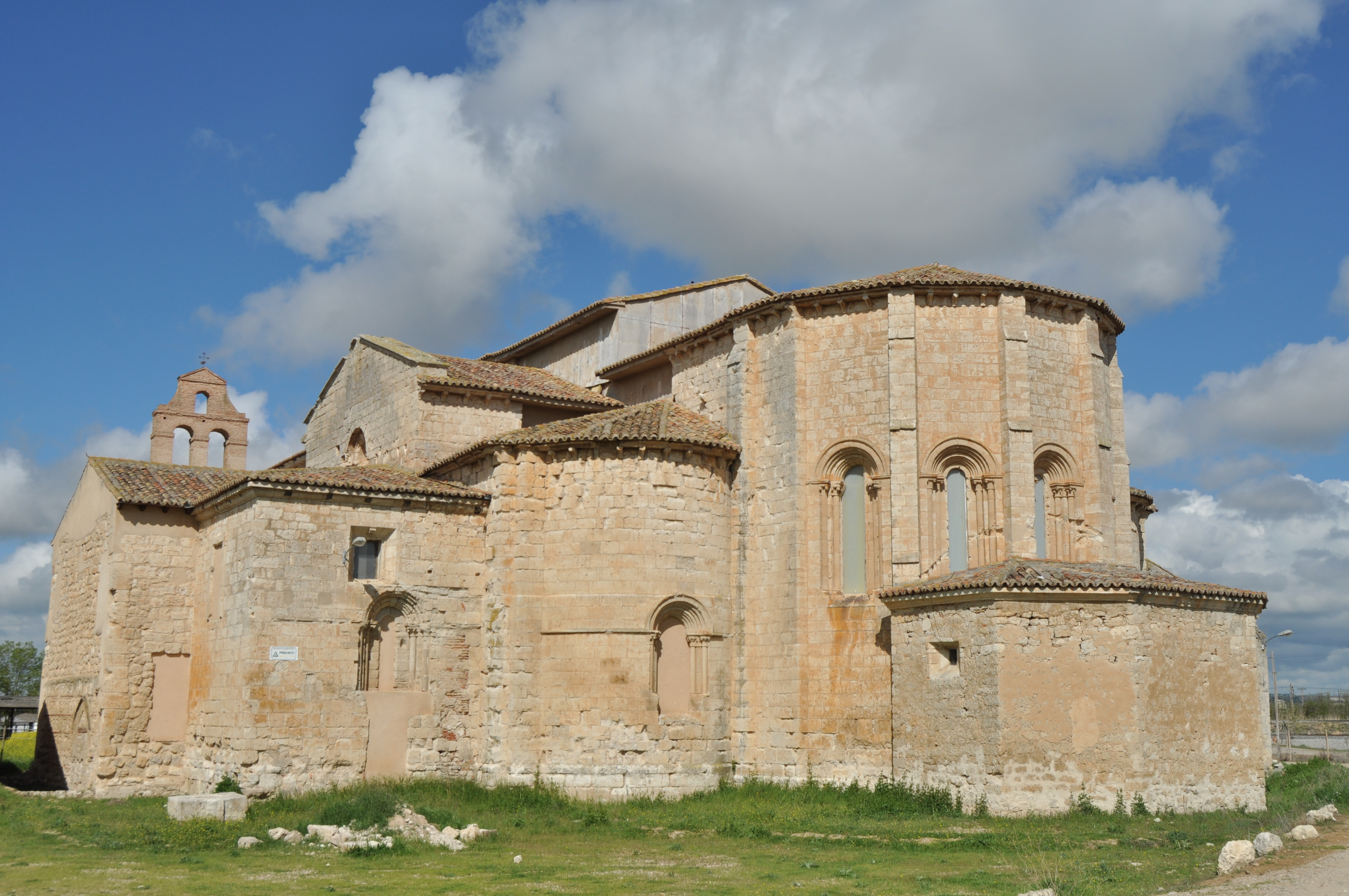
Vista general del monasterio, situado entre términos actuales de Corcos del Valle y Cabezón de Pisuerga

Reinaba Alfonso VIII de Castilla y las relaciones con el reino de León no eran muy amistosas. Los monasterios en general representaban para los reyes una ocupación del territorio favorable y éste de Palazuelos estaba implicado en la política fronteriza de ambos reinos. Entre los señores relevantes del momento se encontraba Alfonso Téllez de Meneses que pertenecía a una familia algunos de cuyos miembros eran descendientes del conde Ansúrez, y alguno fundador a su vez de otros grandes monasterios cistercienses. Era costumbre de los reyes conceder tierras o incluso villas a estos grandes señores en recompensa de alguna hazaña importante, en especial hazañas de guerra. Fue así como Alfonso Téllez de Meneses recibió del rey Alfonso VIII la villa de Palazuelos descrita en los documentos como «villam Palaciolis ad Pisorica ripas» (villa de Palazuelos en las orillas del Pisuerga) —hoy despoblado—, villa que a su vez entregó a los monjes de Vallbení con la condición de que la comunidad se trasladara a ella y edificara un nuevo complejo monástico.

## Historia y evolución
El monasterio pasó por diferentes etapas abarcando un extenso periodo desde su origen como cenobio benedictino del siglo XI en el «valle benigno» hasta su definitiva estabilidad en el lugar de Palazuelos, transformado ya en monasterio cisterciense.

### San Andrés de Valbení
Los orígenes del monasterio se encuentran en el primitivo cenobio benedictino conocido con el nombre de San Andrés de Valbení (escrito con ‘be’), documentado desde 1063. Estaba situado en la margen izquierda del río Pisuerga, en el «valle benigno» a 3,5 km del municipio de San Martín de Valvení. No era villa ni poblado, era un lugar conocido precisamente con ese nombre, «San Andrés de Valbení» y al desaparecer años más tarde el monasterio, su recuerdo perduró como San Andrés o granja de San Andrés. En el siglo XXI este mismo lugar es una granja agrícola y en su terreno aún puede verse algún vestigio de aquel monasterio.
La primera documentación data de 1063 pero se cree que su fundación fue más antigua aunque no se puede por el momento precisar la fecha. Los documentos que dan fe de la fecha de 1063 en adelante se refieren a donaciones, casi todas procedentes de caballeros y nobles y también a alguna adquisición por parte de los monjes. Se cita en estos documentos al abad Bellico o Bellido (en 1063), al abad Juan I (en 1095 y 1100) y al abad Osmundo (en 1127)—.

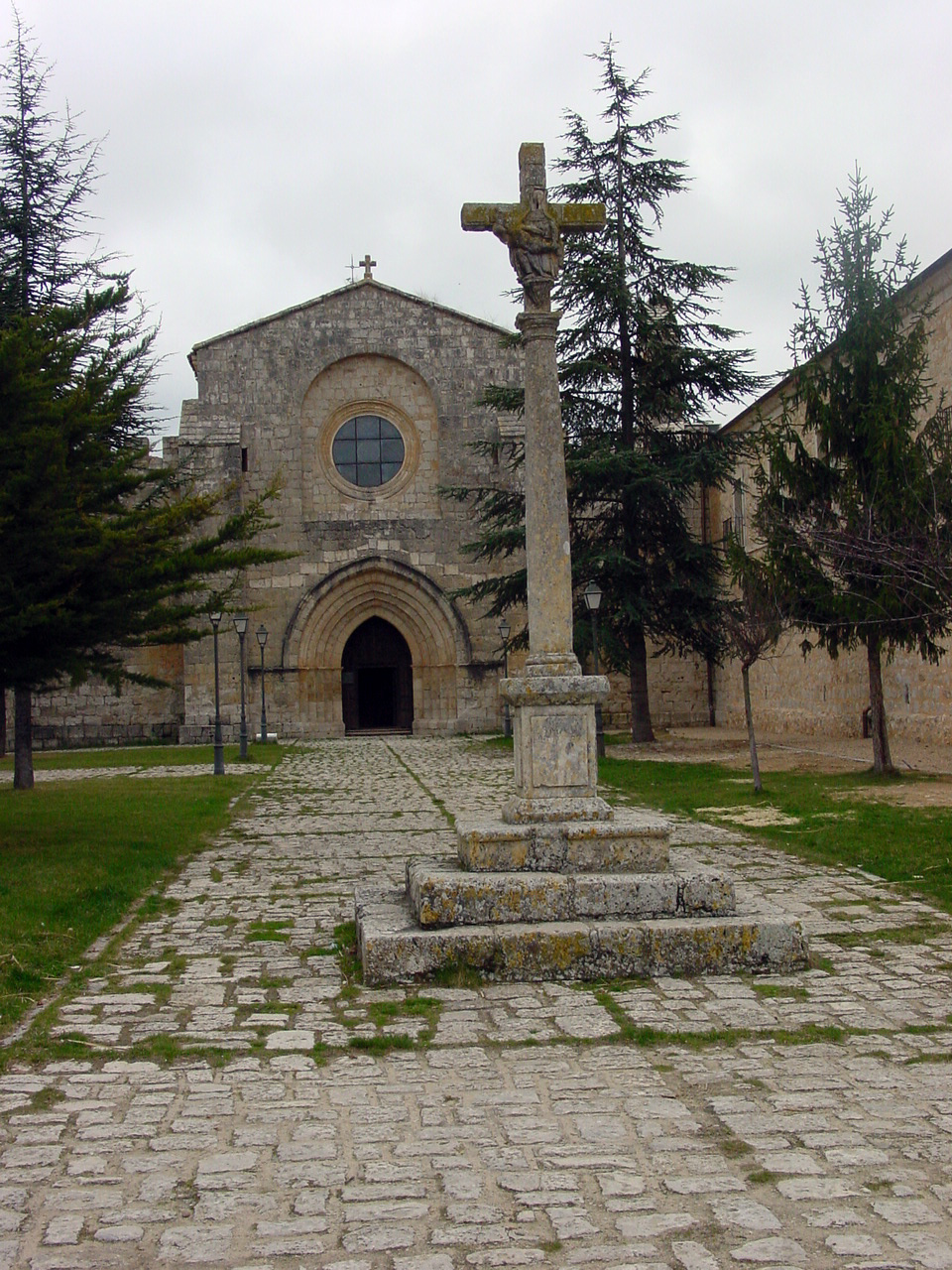
Monasterio de Valbuena desde donde se inició el proceso de reforma cisterciense

El principal responsable de los cambios y mejoras del monasterio durante los primeros años fue el rey Alfonso VIII —rey entre 1158 y 1214—; en 1165 lo puso en manos del caballero leonés Diego Martínez, como «monasterio de Sanctus Andreas de Vallvení, libre e inmune», para que se restaurase un viejo monasterio. Diego Martínez a su vez puso el monasterio al cuidado de la abadía de Valbuena, como filiación, para que iniciase el proceso de reforma cisterciense; en enero de 1166 el rey ratificó este hecho. En 1175 terminó el proceso de afiliación y por tanto, el sometimiento al monasterio de Valbuena. Ese mismo año Alfonso VIII lo declaró como monasterio cisterciense independiente, ratificando todas sus posesiones, las antiguas y las que posiblemente añadiría para reforzar los territorios siguiendo una política fronteriza entre los dos reinos de Castilla y León.

### Donaciones y propiedades
Las donaciones se fueron sucediendo anualmente, provenientes del rey, de la nobleza y de otros propietarios. Otras veces era el propio monasterio el que adquiría bienes o hacía permutas de tierras con el fin de redondear y tenerlas todas juntas. Las tierras estaban dedicadas a la explotación agrícola. Cultivaban cereales, sobre todo trigo, cebada y centeno; viñas y hortalizas. Había también árboles frutales. Los montes y prados se reservaban para el pasto del ganado. En el río cercano tenían derecho de pesca. Había también granjas. Todos estos trabajos de campo recaían sobre los conversos (o conversos familiares) —en este contexto es sinónimo de lego—. Estos conversos vivían en el monasterio pero en zonas separadas de los monjes, con dormitorio y comedor aparte. Incluso tenían su propia puerta para acceder a la iglesia. Otro grupo de ayuda era el de los vasallos que estaban obligados a una serie de prestaciones establecidas. Dentro de las posesiones del monasterio había casas en las villas cercanas.

### Palazuelos
La villa de Palazuelos estaba situada en la orilla derecha del río Pisuerga muy cerca del puente de Cabezón, es decir en la margen contraria de San Andrés de Valbení. Está documentada desde 1095 y se señala como «villam Palaciolis ad Pisorica ripas». Hoy es un despoblado en el que solo existen los restos del monasterio y su iglesia.

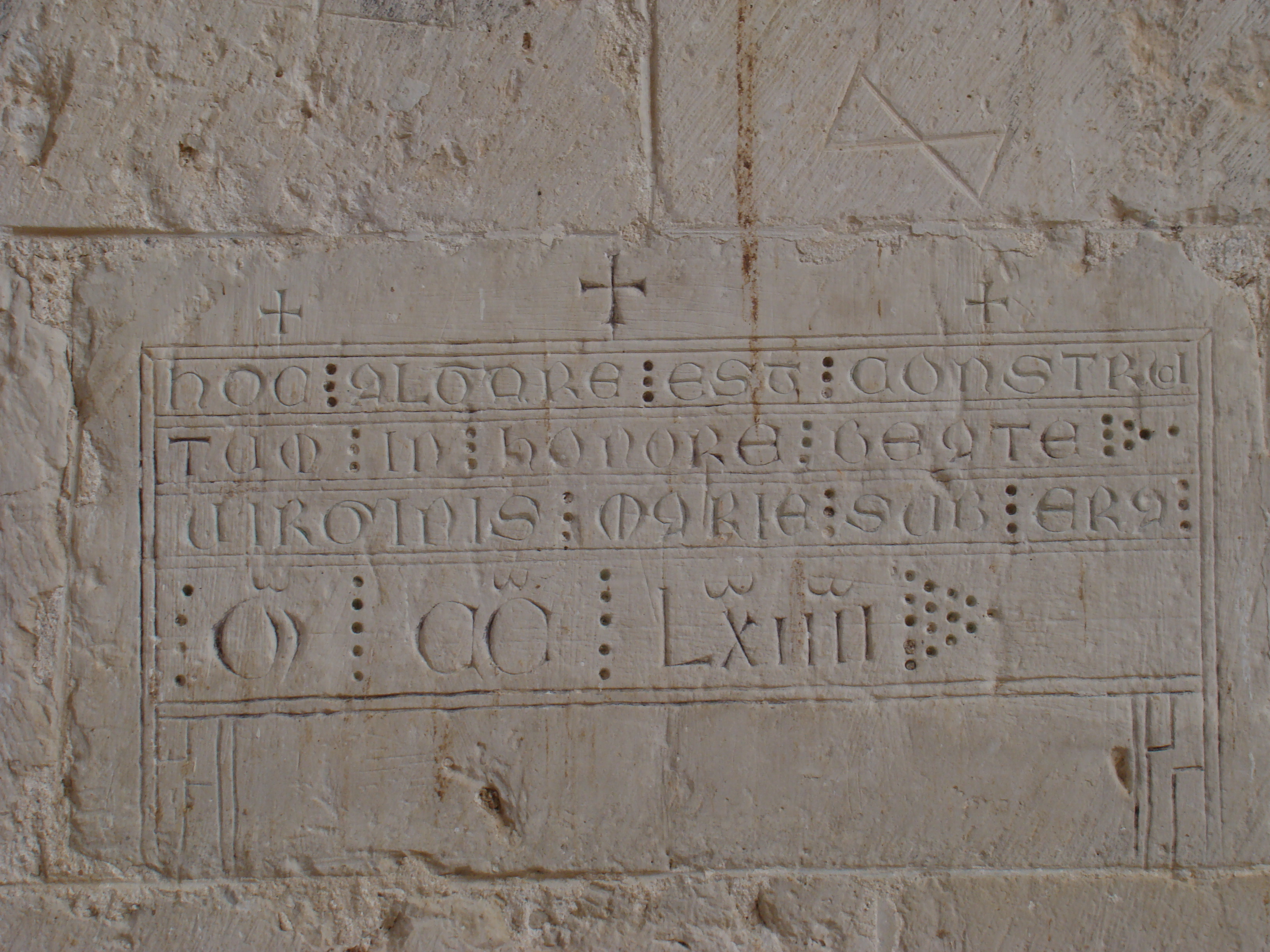
Lápida que da fe de la consagración del altar mayor de la iglesia abacial, conservada en el muro norte del tramo recto del ábide

Alfonso VIII regaló esta villa en 1213 a Alfonso Téllez de Meneses en agradecimiento por la ayuda prestada en la batalla de Las Navas de Tolosa. Ese mismo año y siempre contando con la autorización del rey, Téllez de Meneses entregó al abad Domingo del monasterio de San Andrés las villas de Palazuelos y Villavelasco. La villa de Palazuelos llevaba una condición: que los monjes de San Andrés debían trasladarse a ella construyendo un nuevo monasterio. No se tiene certeza documental del año en que se efectuó el traslado, ni tampoco de cuándo cambió la advocación pero se sabe que una de las donaciones reales efectuadas en 1216 se hace todavía al monasterio de San Andrés; sin embargo en una carta dirigida a Honorio III en 1218 se dice «Fratribus Monasterio Palaciolensis». En esos años ya se estaba construyendo parte del conjunto monástico y en 1226 se consagró el altar mayor. Se conserva la lápida que da fe del hecho:

HOC ALTARE EST CONSTRUCTUM IN HONORE BEATE VIRGINIS MARIE SUB ERA M CC LXIIII (este altar se ha levantado en honor de Santa María Virgen en la era de 1264)

Una vez consagrada la cabecera, las obras continuaron con una duración aproximada de diez años. En esta fecha de la consagración ya se había trasladado la mayoría de los monjes desde San Andrés y en 1254, cuando era abad Egidio, toda la comunidad estaba en Palazuelos, quedando San Andrés como granja o priorato dependiente, a cargo de un prior y su ayudante.

### Participación política y recompensas

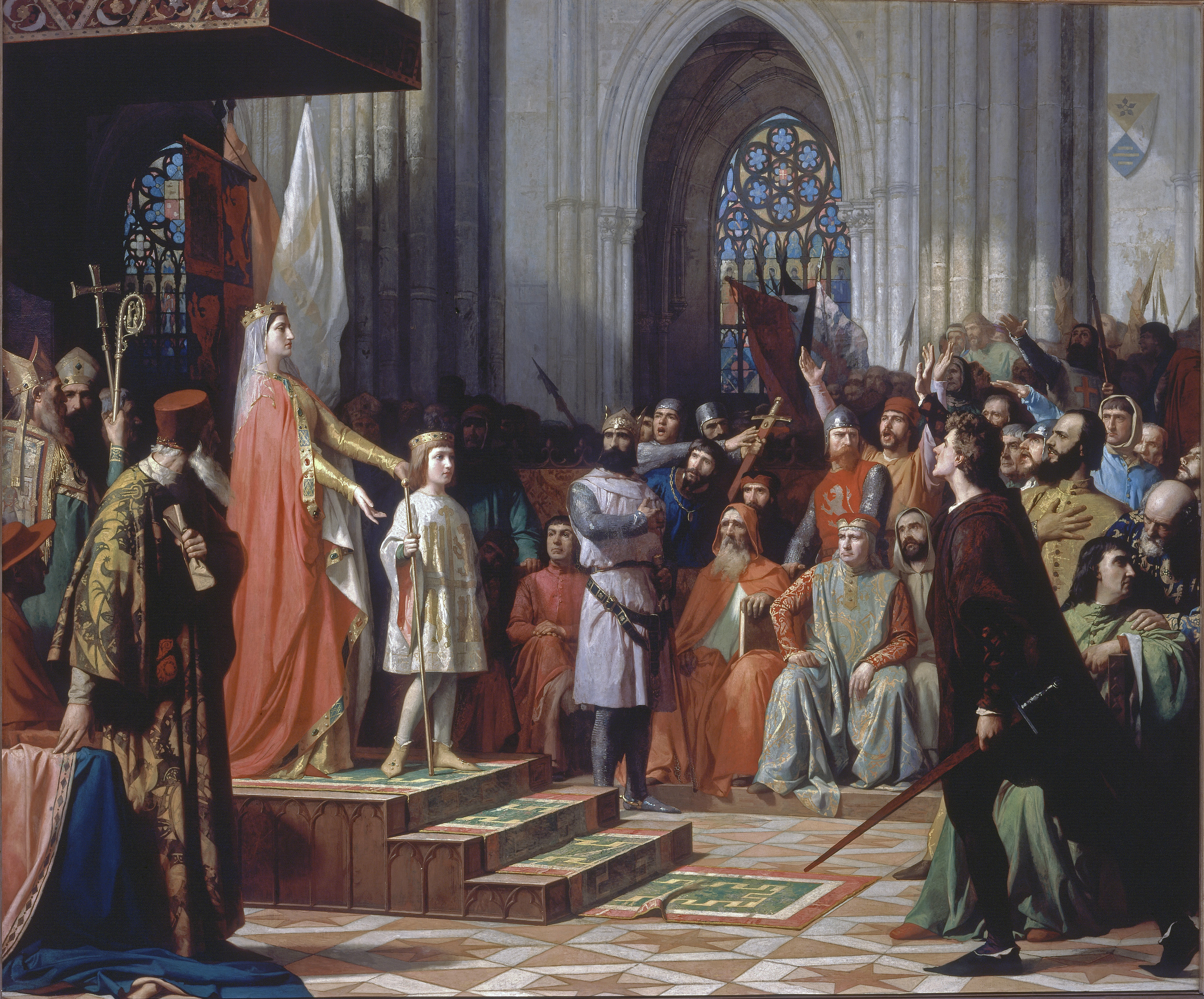
Cortes de Valladolid. María de Molina presenta a su hijo Fernando IV.

El infante Sancho —futuro Sancho IV— convocó en el año 1282 a todos los monasterios cistercienses, cluniacenses y premonstratenses de los reinos de Castilla y de León en la ciudad de Valladolid para tratar la grave crisis y problemas de sucesión entre Sancho y los infantes de la Cerda; esta convocatoria tuvo como tema principal la petición de apoyo a su causa. Palazuelos fue uno de los monasterios implicados y que con más firmeza apoyó al infante. En recompensa, siendo ya rey le concedió una serie de privilegios, algunos por iniciativa de su mujer María de Molina:

Por ruego de la Reyna doña María mi muger porque su madre yace enterrada allí...

Más tarde, en 1298 y por el mismo razonamiento, la reina María de Molina —siendo tutora de su hijo Fernando IV— otorgó nuevos privilegios; cuando Fernando IV llegó a la mayoría de edad confirmó todos los privilegios anteriores y mandó que los monjes encomendaran en sus oraciones cada año y de manera especial, las almas de su abuela materna, Mayor Alfonso de Meneses, nieta del fundador, y de otros personajes de su linaje que estaban enterrados allí.

### Siglo XIV
Durante los últimos años del siglo XIII y a lo largo del XIV comenzó la decadencia. El monasterio estuvo siempre unido a los aconteceres políticos y este fue un periodo de crisis del que no se libró. Las luchas nobiliarias y los enfrentamientos durante los reinados de Fernando IV, la minoría de edad de Alfonso XI, las intrigas de los infantes Pedro, Juan y don Juan Manuel repercutieron en la vida cotidiana de los monjes. En ese estado de cosas, los concejos de distintas tierras se reunieron en el monasterio donde acordaron la tutoría del futuro rey Alfonso XI. En agosto de 1314 se firmaron los acuerdos otorgando la regencia a María de Molina.

### Crisis y decadencia
La relajación de las costumbres con incumplimiento de la regla monacal fue un fenómeno que se dio en todas las órdenes religiosas en este periodo, por eso hubo tantas reformas. A comienzos del siglo XV esta relajación era ya un hecho. Los monasterios cistercienses habían entrado en una decadencia moral y de malas costumbres, lo que condujo a la preparación de una nueva reforma que se inició en el año 1425 en el monasterio toledano de Montesion. Es una época de desconcierto en lo referente a la gestión y dirección de los monasterios: el papa había tomado la decisión de reservarse el derecho de nombrar a los abades, convirtiéndose este cargo en algo sustancioso con grandes beneficios y nula responsabilidad; son los llamados «abades comendatarios» que no estaban obligados a vivir en el monasterio, que apenas si se ocupaban de él, dejándolo a la deriva. El monasterio de Palazuelos entró en esta fase con graves conflictos por la destitución de su abad electo y la imposición por parte de Paulo II de otro abad no deseado.
A estos motivos hay que sumar los disturbios y enfrentamientos políticos y de poder de los nobles contra el rey y entre ellos, las desfavorables condiciones climáticas que fueron causa de las malas cosechas con las consecuentes hambrunas. A mediados del siglo XV, el monasterio ya tenía transferido casi todo el conjunto de propiedades; su explotación pasó en el año 1444 a manos de Pedro Acuña, Guarda Mayor del rey Juan II de Castilla y señor de la villa de Dueñas (Palencia). Los monjes le entregaron las villas de Palazuelos y Villavelasco a cambio de 13.000 maravedíes anuales, como juro perpetuo; bajo el mismo concepto y por la suma de 15.000 maravedíes, el monasterio le entregó también todas las donaciones que había recibido del rey Alfonso VIII en 1175. Los monjes se reservaron para su gobierno las 80 obradas inmediatas al monasterio que constituían la tierra del coto redondo.
Tras una serie de luchas internas por el nombramiento de abades no pretendidos y teniendo en cuenta la crisis descrita, los monjes tomaron la decisión de incorporarse a la Congregación de Castilla, en los albores del siglo XVI. En 1551 se eligió la abadía de Palazuelos como sede de los Generales de la Congregación y dos años más tarde se decidió que los Capítulos Generales se celebrarían en este monasterio. A partir de este momento la razón de ser del monasterio tomó un rumbo totalmente distinto pues se estableció allí un Colegio para el estudio de la Teología. La documentación de esta etapa es rica en descripciones sobre gastos de comida, horarios de clase, textos a utilizar, expedientes de disciplina, etc. Edificaron algunas dependencias en su priorato de Valbení de las que se conserva todavía una casa construida en piedra, con los escudos del monasterio labrados en la fachada y una inscripción que da la fecha de 1696.

### Ocupación francesa. Desamortización

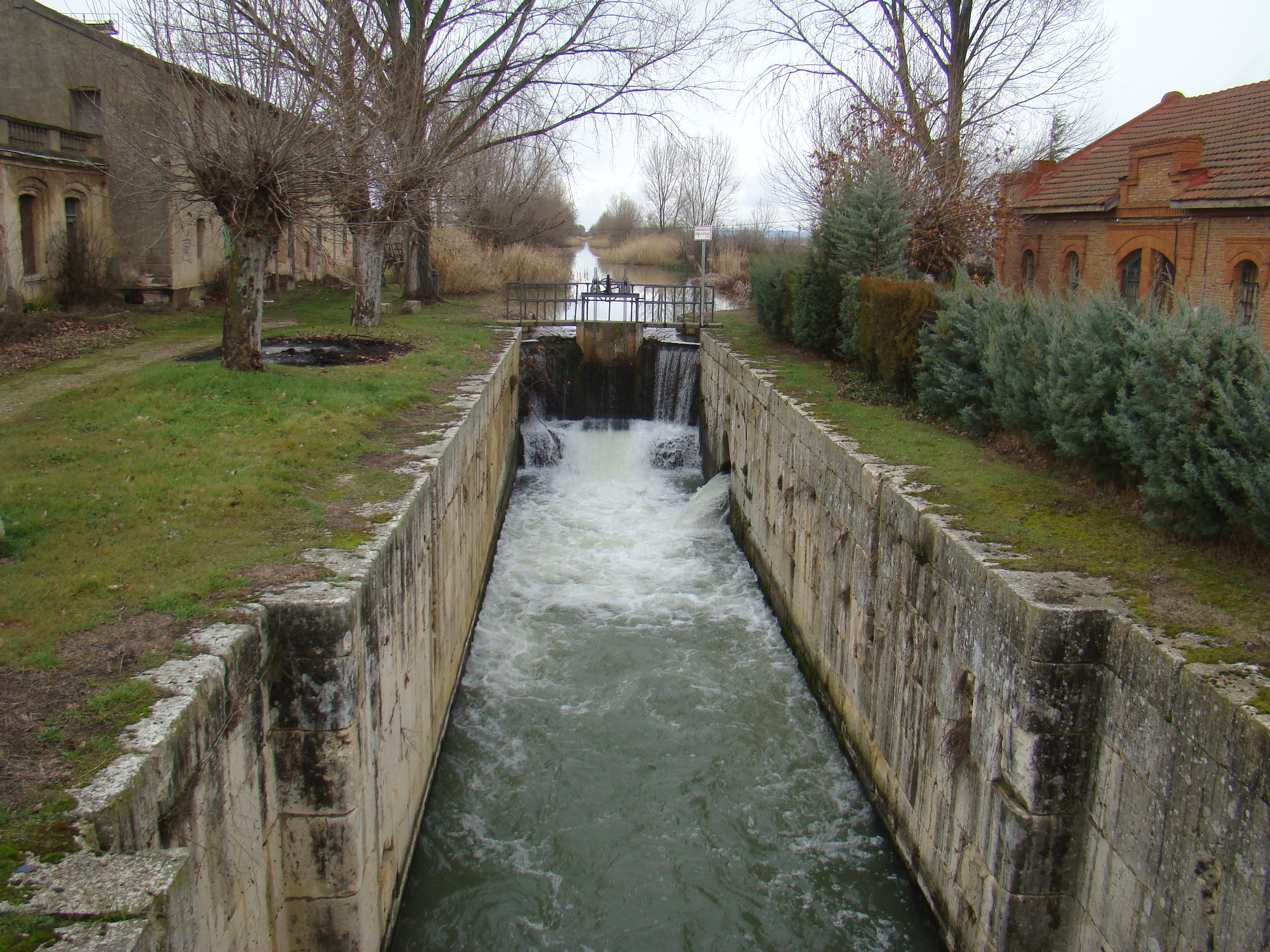
Esclusa nº 40 del canal de Castilla, cerca de Palazuelos. La empresa de los Reales Canales de Castilla pidió permiso para hospedar en renta a sus obreros en algunas dependencias del monasterio.

La vida del monasterio se vio interrumpida con la invasión francesa. El cenobio se encontraba en un lugar estratégico, muy cercano al puente de Cabezón, donde se dio la batalla. La ocupación de las tropas francesas hizo estragos tanto en el edificio como en las obras de arte. Terminada la contienda el monasterio recibió una serie de subvenciones, necesarias para hacer obras y reparaciones en los edificios que habían quedado maltrechos. Pero los años de supervivencia fueron limitados y en 1832, con el abad Cándamo se llevó a cabo el último capítulo. El monasterio de Palazuelos sufrió también las consecuencias de la Desamortización. En noviembre de 1833 el Capitán General de Castilla la Vieja emitió una orden en que daba permiso a la empresa de los Reales Canales de Castilla para hospedar en renta a sus obreros en algunas dependencias del monasterio.

...excepto la sala y habitaciones que ocupaba el Reverendísimo Padre General de la orden; la del R. P. Prior; la del P. Cura y otras dos celdas, o piezas que sirven de oficinas para los usos de los P. P. que las habitan: un palomar de palomas mansas, las cuadras donde se halla el ganado del Monasterio; el Pajar, Bodega, corral trasero donde se encierra el ganado obejuno, el lagar cozina habitación inmediata y tinedo donde comen los criados...

El 17 de diciembre de 1836 ya se había publicado en el Boletín Oficial de la provincia de Valladolid el inventario de los bienes muebles y una lista calificada como «Objetos de ciencias y artes que por Real Orden corresponde disponer a los señores jefes políticos». Un año más tarde el mismo boletín informó del establecimiento de una fábrica de harinas cuyo espacio había arrendado por 3.400 reales Benito Losada, coronel retirado, vecino de Valladolid. Por otra parte y a lo largo de 1837, las tierras cercanas al monasterio que constituían el «coto redondo» y que nunca se habían enajenado ni vendido fueron divididas en parcelas y se ofrecieron a la venta. 

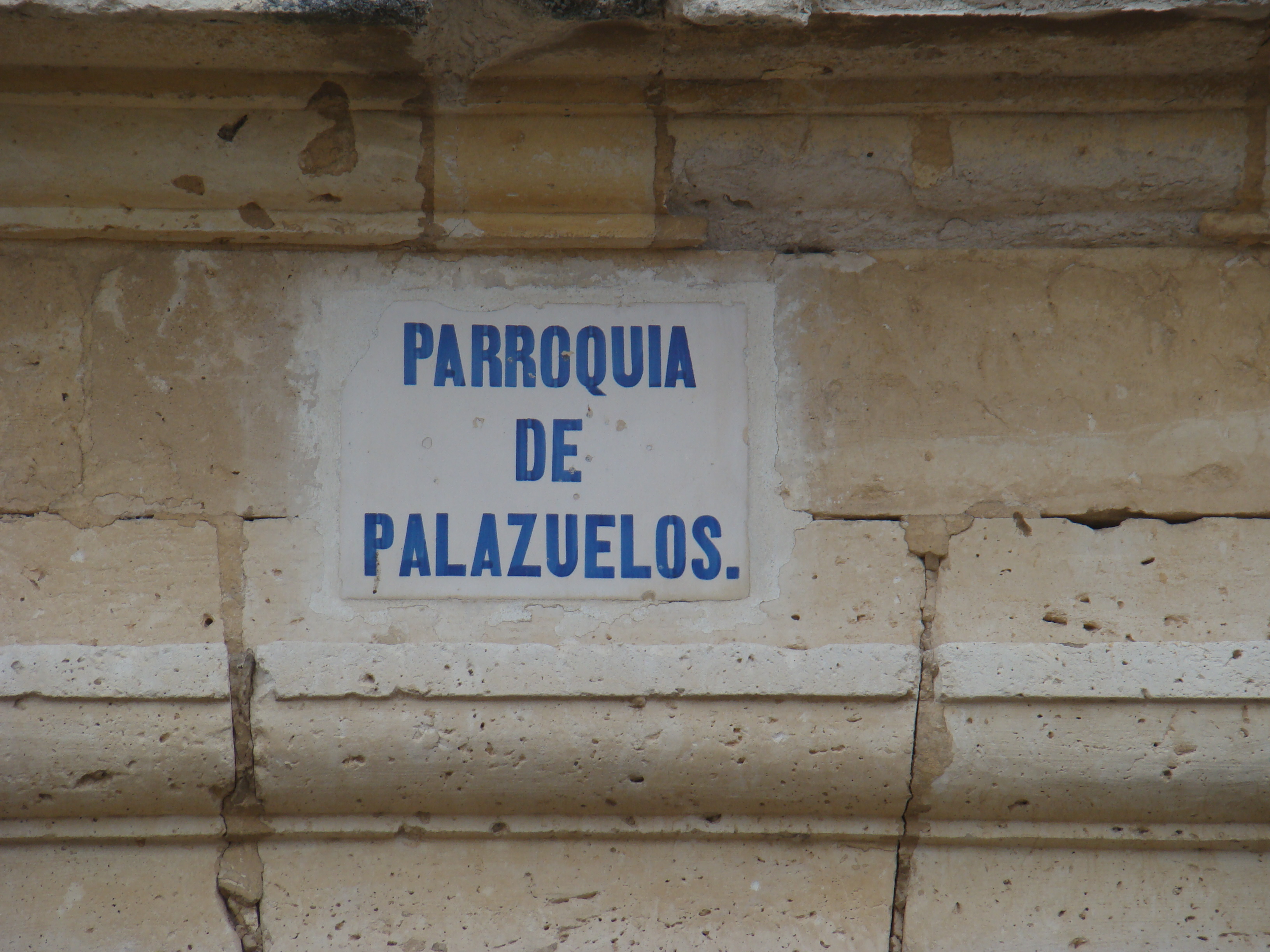
La iglesia subsistió con uso parroquial pasando a depender del arzobispado

El 22 de marzo de 1840 se anunció «el arrendamiento de 3, 6 o más años de 18 pedazos de tierra...» El 12 de junio de ese mismo año lo arrendó por diez años Benito Losada, que ya vivía en alguna dependencia del edificio. Después en 1843 salió a la venta y lo compró este mismo arrendatario por 706.500 reales.
En 1881, Palazuelos era una granja perteneciente a Demetrio Mateo, hermano del diputado Vicente Mateo —diputado desde 1877 a 1883—. La iglesia subsistió con uso parroquial pasando a depender del arzobispado.
En 1931 se declaró la iglesia como Monumento histórico-artístico. Las siguientes fechas van dando un informe de decadencia, abandono y derrumbe: 
- 1996, se clausuran las puertas y ventanas para evitar el pillaje y vandalismo.
- 1997, el Ayuntamiento del cercano Cabezón solicita ayuda.
- 1998, se desploma parte de la bóveda y una de las dos espadañas.
- El 24 de abril de 1999 el periódico El Mundo, en la página 26 da testimonio del desastre adjuntando fotos. El arzobispado informa que está dispuesto a ceder el monasterio por falta de recursos económicos para su restauración. Mientras tanto el párroco de Cabezón aporta la única ayuda que puede: tapar huecos para que no entre nadie en el edificio. En este año el Ayuntamiento de Cabezón se hace cargo de algunas obras de mantenimiento.
- En 1998-1999, tras el último desplome de cubiertas y un pilar de la nave sur —que arrastro consigo la primitiva espadaña—, la Junta de Castilla y León se hizo cargo de las obras de reparación urgentes dentro del Plan de Emergencias.
- En el 2007 se escriben cartas de protesta y denuncia al director de El Norte de Castilla, pidiendo que las autoridades se hagan responsables del monumento.

Finalmente entre los años 2012 y 2013 se consigue rehabilitar y adecentar el monasterio y presentarlo digno para visitas turísticas gracias a la Asociación Amigos de Palazuelos, al pueblo de Cabezón y a su alcalde.

## El conjunto monástico. La iglesia
Los edificios monásticos se extendían hasta casi llegar a la orilla derecha del río Pisuerga. De todos ellos no queda en pie más que la iglesia, muy mutilada, y algún vestigio de lo que allí hubo. La iglesia fue convirtiéndose en ruina poco a poco, sobre todo durante la segunda mitad del siglo XX pues hasta entonces y a partir de la Desamortización sirvió como parroquia y se mantuvo abierta al culto todos los días festivos, a pesar de que la villa de Palazuelos no existía ya como tal y el lugar se había transformado en despoblado, apareciendo en los documentos como «Granja de Palazuelos». Incluso en 1931 se declaró como Monumento histórico-artístico.

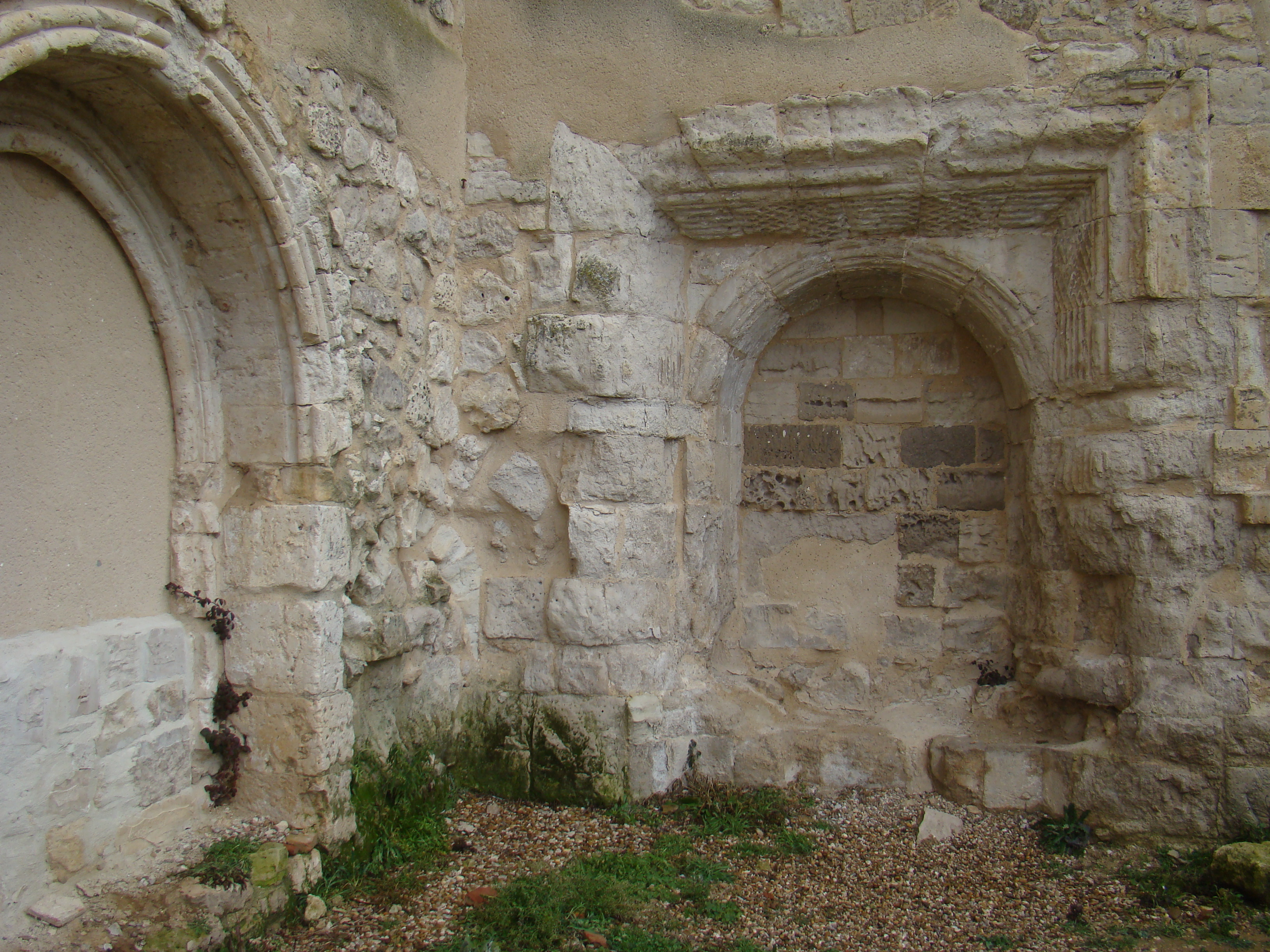
Restos del claustro conventual en su panda noreste. La puerta del fondo daba a la sacristía; la de la izquierda era la puerta de acceso de los monjes a la iglesia

Las dependencias monacales estaban articuladas alrededor de dos claustros de distintos tamaños, documentados en el siglo XVIII. El más pequeño era llamado «conventual» y perteneció al primitivo monasterio; el otro, más grande, se llamaba «del dormitorio» y fue construido en la época del Colegio. El historiador Ortega y Rubio y el también historiador Ramón Álvarez de la Braña alcanzaron a ver a principios del siglo XX parte de estos claustros y alguno de los edificios situados alrededor. La desaparición y ruina total de los claustros tuvo lugar a lo largo de los dos últimos tercios del siglo XX.

Vense por el lado de Mediodía sobre el suelo que ocuparon dichos claustros, dispersos trozos de arcos, fustes, capiteles y otros materiales procedentes de los mismos. [...] Eran dos: el mayor con su patio cuadrado, su galería, sus celdas, el refectorio y demás pertenencias, y el menor, si se quiere más importante, según la liturgia conventual, donde el abad tenía su cámara y en el que también estaban instalados el salón capitular, el «scrinium», la biblioteca y el archivo.

El edificio de la iglesia está construido en piedra. Por fuera es bastante sobrio y por dentro muestra en altura y esbeltez la arquitectura propia del Císter. Su planta consta de tres naves y cinco tramos; el más cercano al presbiterio hace las funciones de crucero aunque no está señalado en planta. 

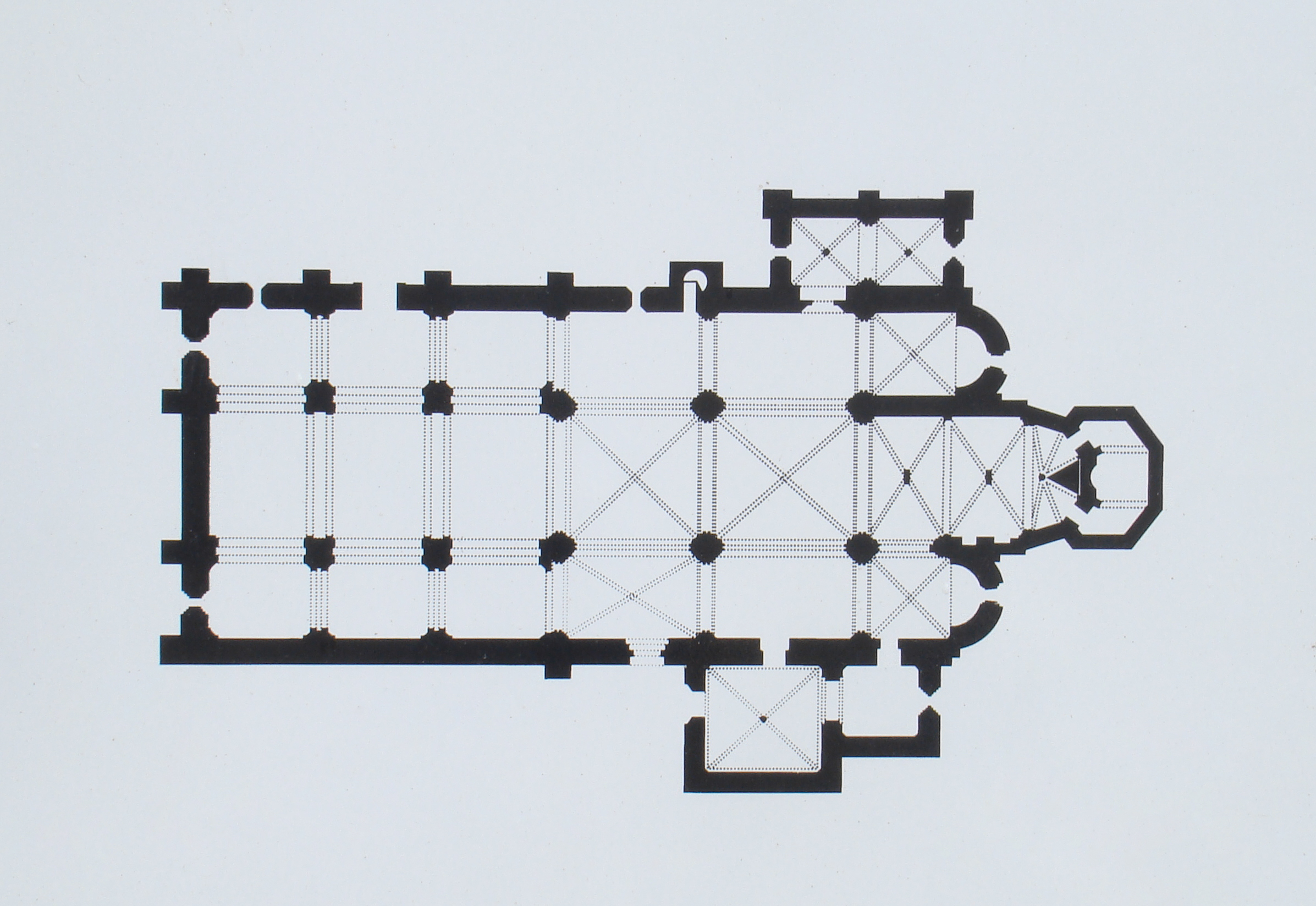
Planta de la iglesia

Los brazos del crucero se cubren con bóveda de cañón apuntado; en los extremos se abren ventanas de medio punto. El tramo central tiene bóveda de crucería. Sólo estos dos últimos tramos y la cabecera conservan el estilo románico-gótico de su origen; el resto hasta los pies es producto de los diversos cambios arquitectónicos efectuados a partir del siglo XVI, contando además con anteriores reparaciones y modificaciones hechas en los siglos XIII y XV, de las que se tiene noticia sólo a través de las donaciones hechas para ello. 

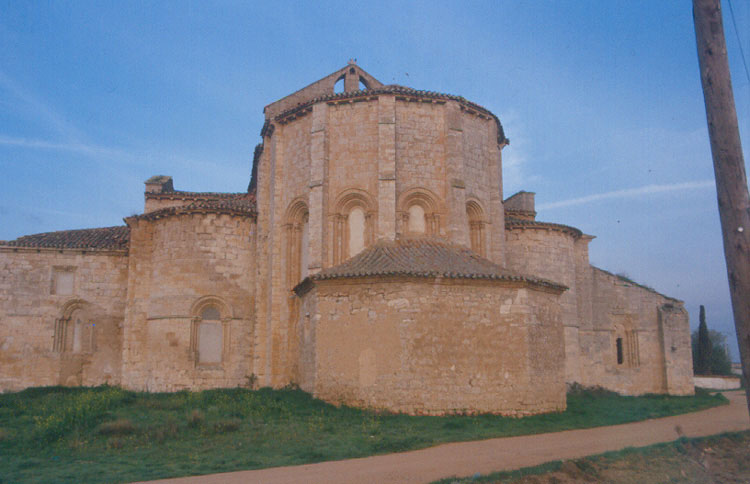
Vista de los tres ábsides, el central de mayor tamaño que los laterales. Puede apreciarse la construcción añadida llamada chirola que abraza el central y la antigua espadaña que se alzaba sobre el crucero y que se derrumbó en 1998

La iglesia tiene un ábside central y dos laterales de menor tamaño. En el exterior el central está reforzado por cinco contrafuertes que llegan hasta la línea de la cornisa y que lo dividen en cinco paños; en cada uno se abre una ventana abocinada, con arcos de medio punto donde se desarrollan las arquivoltas y la chambrana que las envuelve. Las columnas respectivas tienen capiteles tallados con temas vegetales, excepto en dos ventanas: en la ventana orientada al sur hay una pareja de sirenas con cuerpo de ave, con un gorro medieval y soplando un cuerno y en otra cara otras dos aves con cuello y cabeza de dragón; en otra ventana orientada al norte dos capiteles muestran unas cabezas humanas entre hojarasca. Los ábsides laterales son semicirculares y más pequeños; en su centro se abre una ventana de las mismas particularidades que las del central. Sus capiteles llevan decoración vegetal. Ninguno de los tres ábsides tiene adornos de ningún tipo, ni canecillos, ni impostas ajedrezadas tan comunes en el románico.

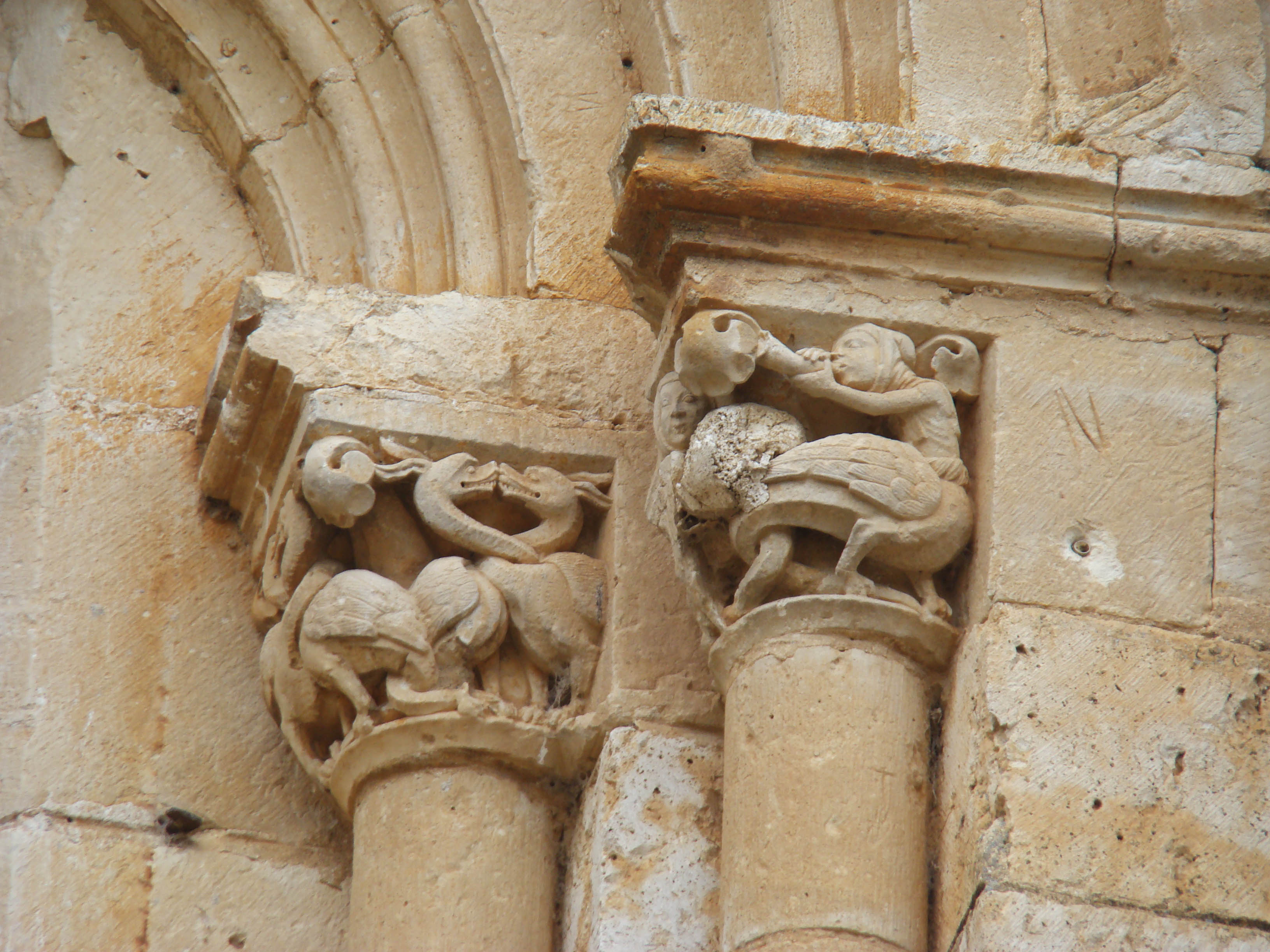
Capitel con pareja de sirenas con cuerpo de ave, con un gorro medieval y soplando un cuerno
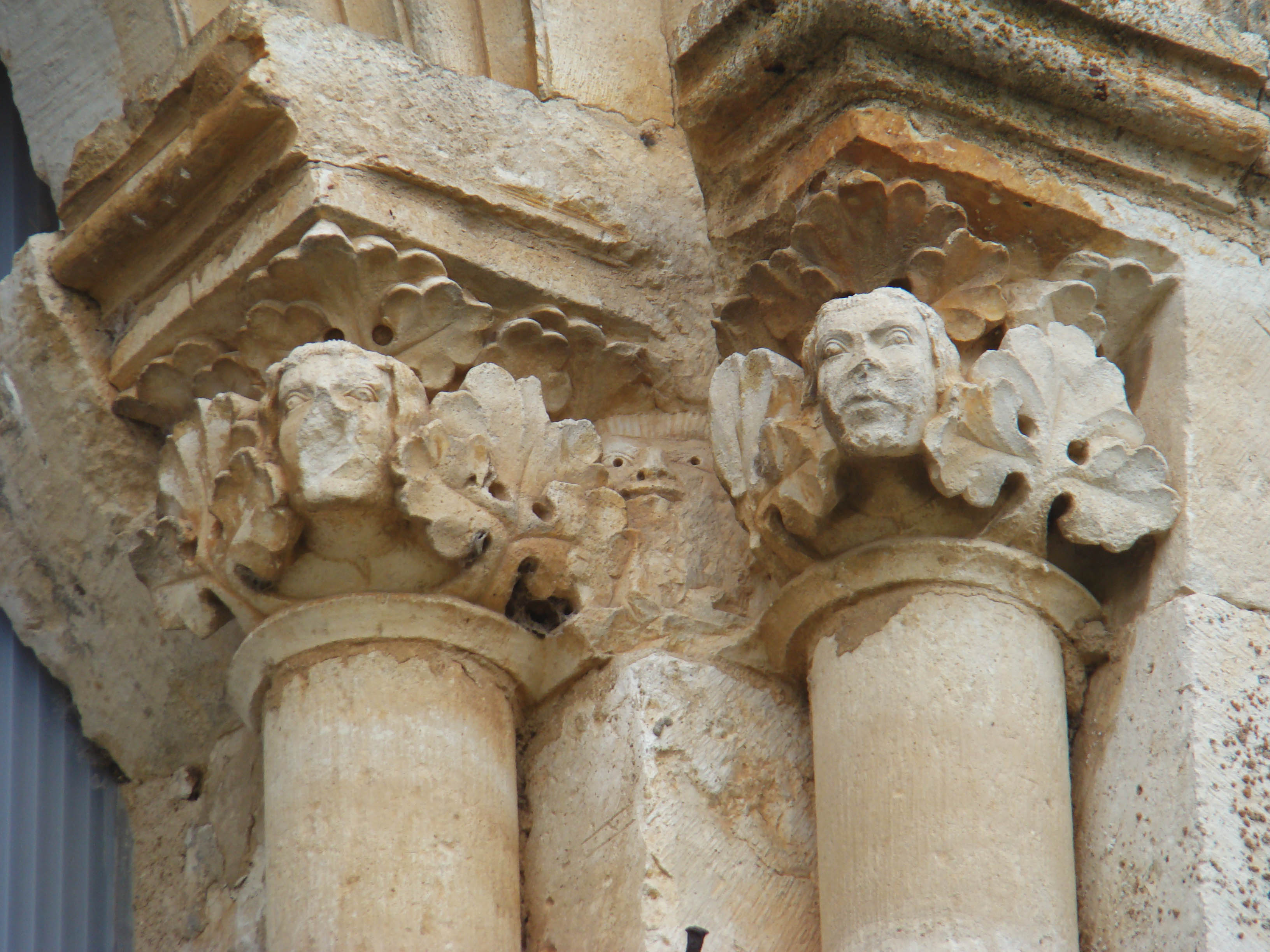
Capitel con cabezas humanas entre hojarasca
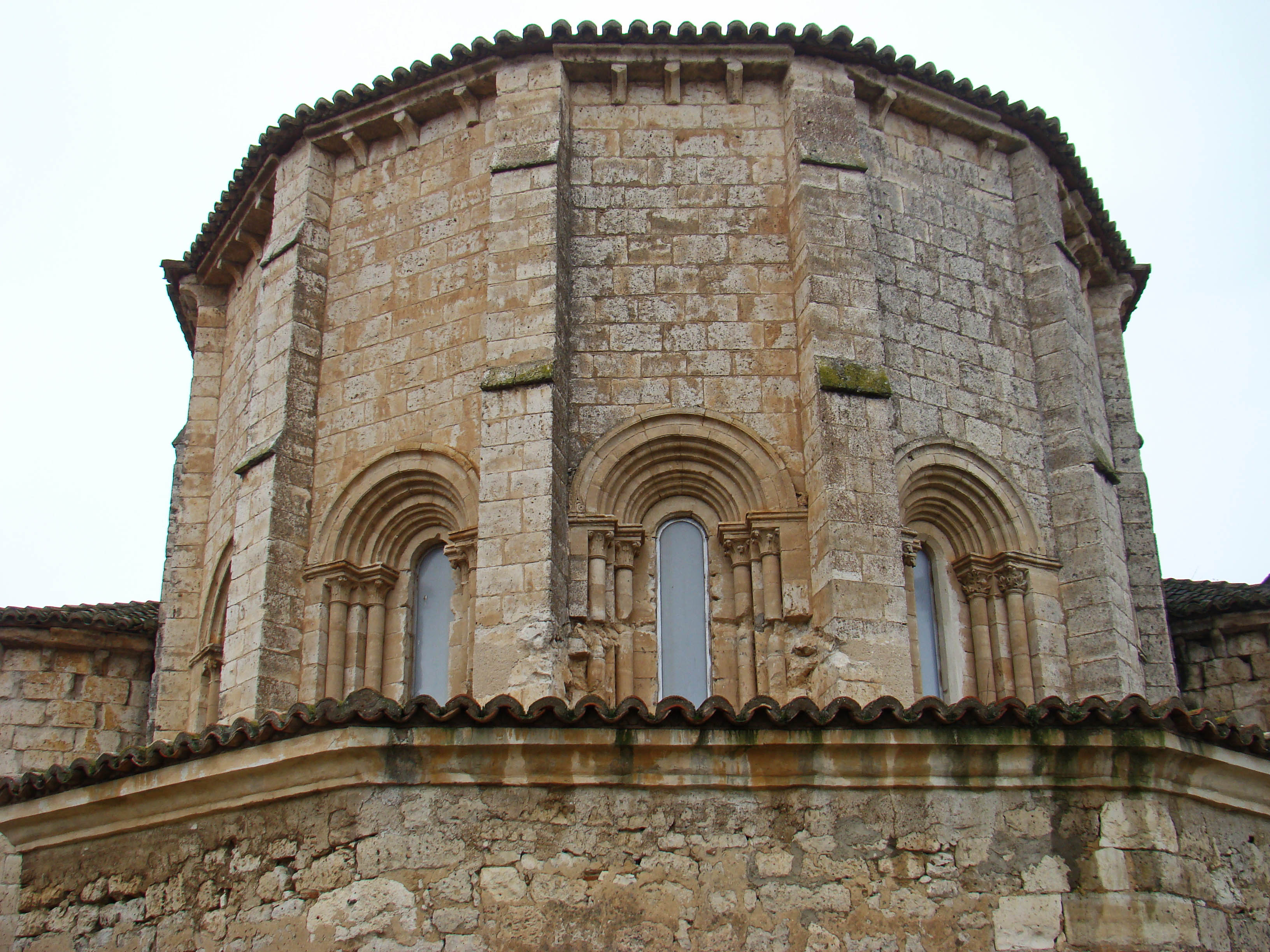
Ventanas el ábside central

En el interior las cabeceras son semicirculares y empalman con sus respectivos tramos rectos, bastante largos. Los absidiolos o ábsides laterales son la parte más antigua del edificio; se cubren con bóveda de horno que corresponde al más puro estilo románico. Sus tramos rectos, sin embargo, se hicieron con bóveda de crucería simple. El ábside central tiene una bóveda gótica en cuyo centro se destaca una clave a la que llegan las nervaduras. Estos nervios separan en los paramentos cada uno de los paños en los que se abren ventanas de arco de medio punto enmarcadas por arquivoltas que se apoyan en columnas; sus molduras son las mismas que las del exterior. Los tramos rectos están compuestos por dos trechos y sus bóvedas cuatripartitas son de crucería simple. En el primer tramo de ambos lados se ven unos enormes escudos pintados. Pertenecen al emperador Carlos I y se hicieron en memoria y homenaje de su paso por Cabezón y el monasterio de Palazuelos, en su viaje hacia Yuste, su última morada. 

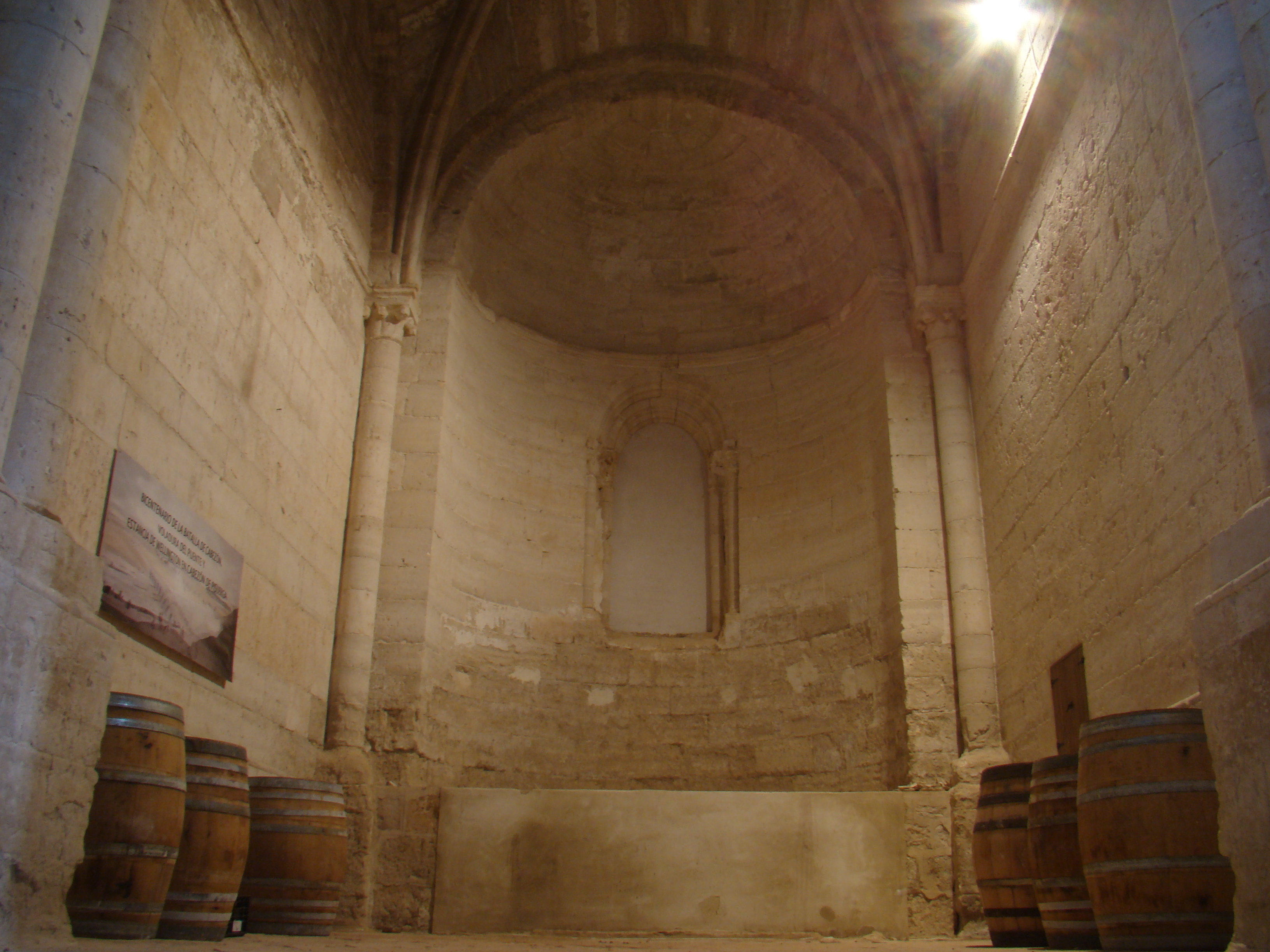
Bóveda de horno en el ábside lateral de la izquierda.
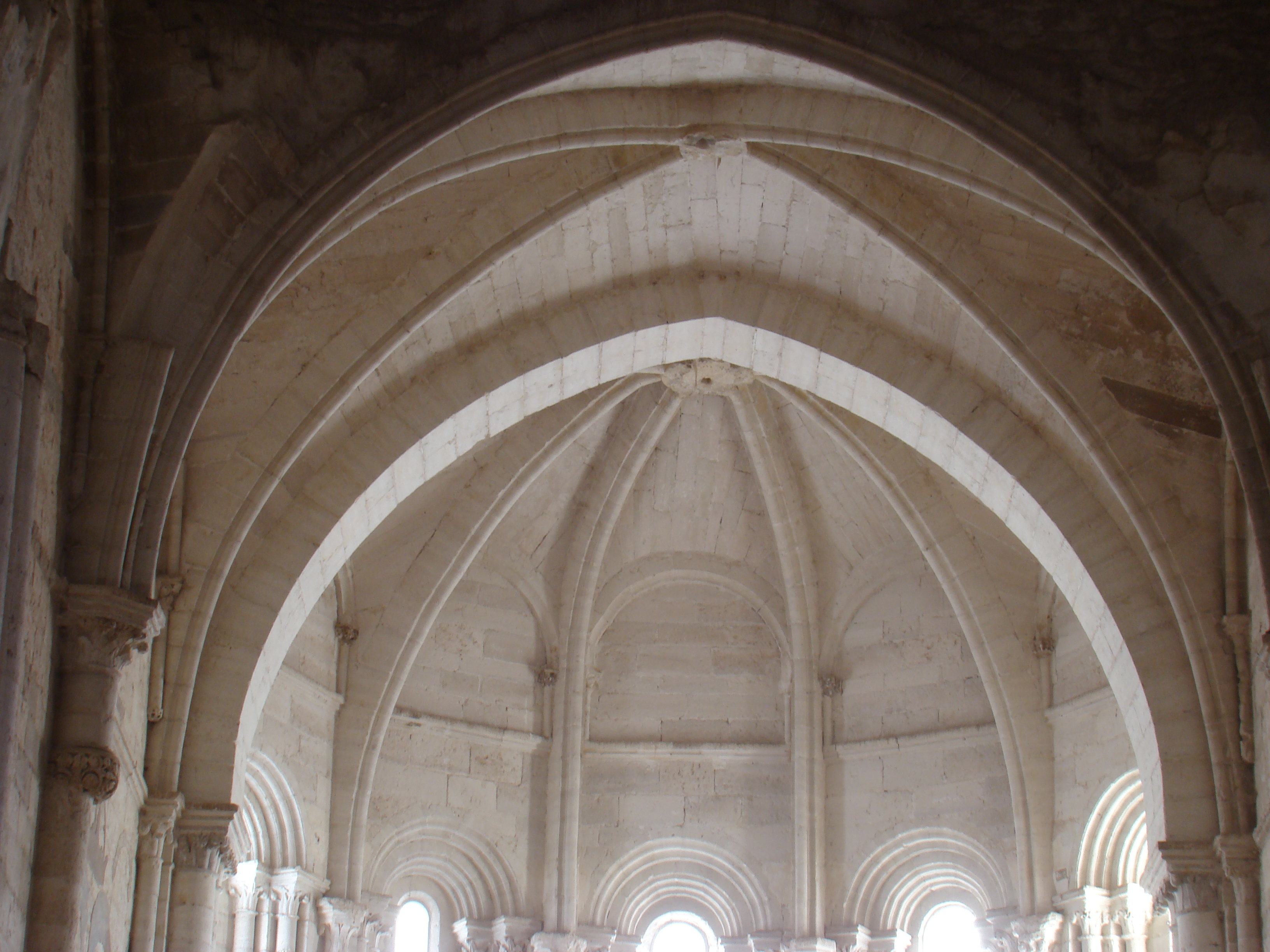
Bóvedas del ábside central.
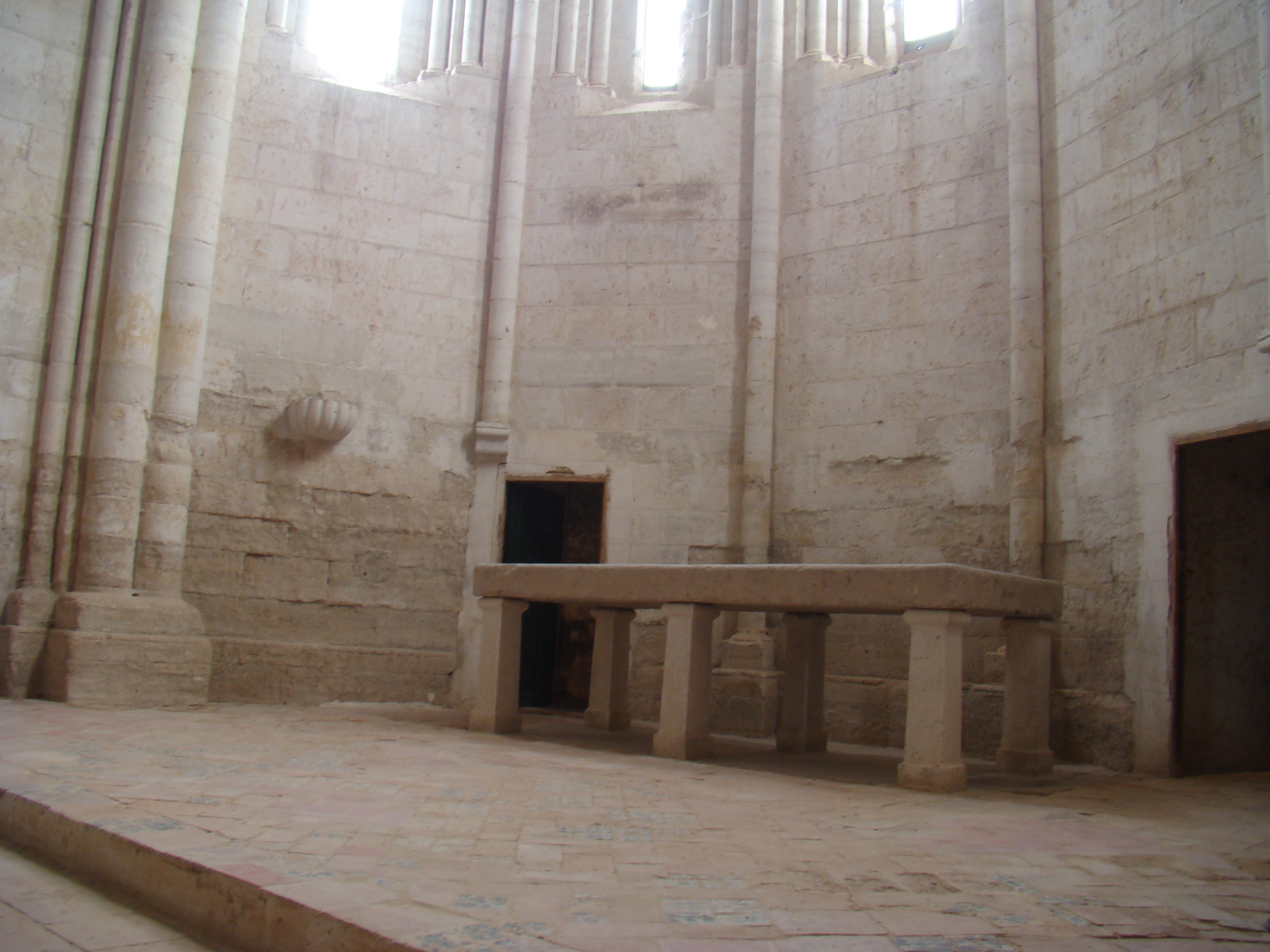
Presbiterio con un altar de piedra. A derecha e izquierda se ven las dos puertas por las que se entra a la chirola o sacristía.
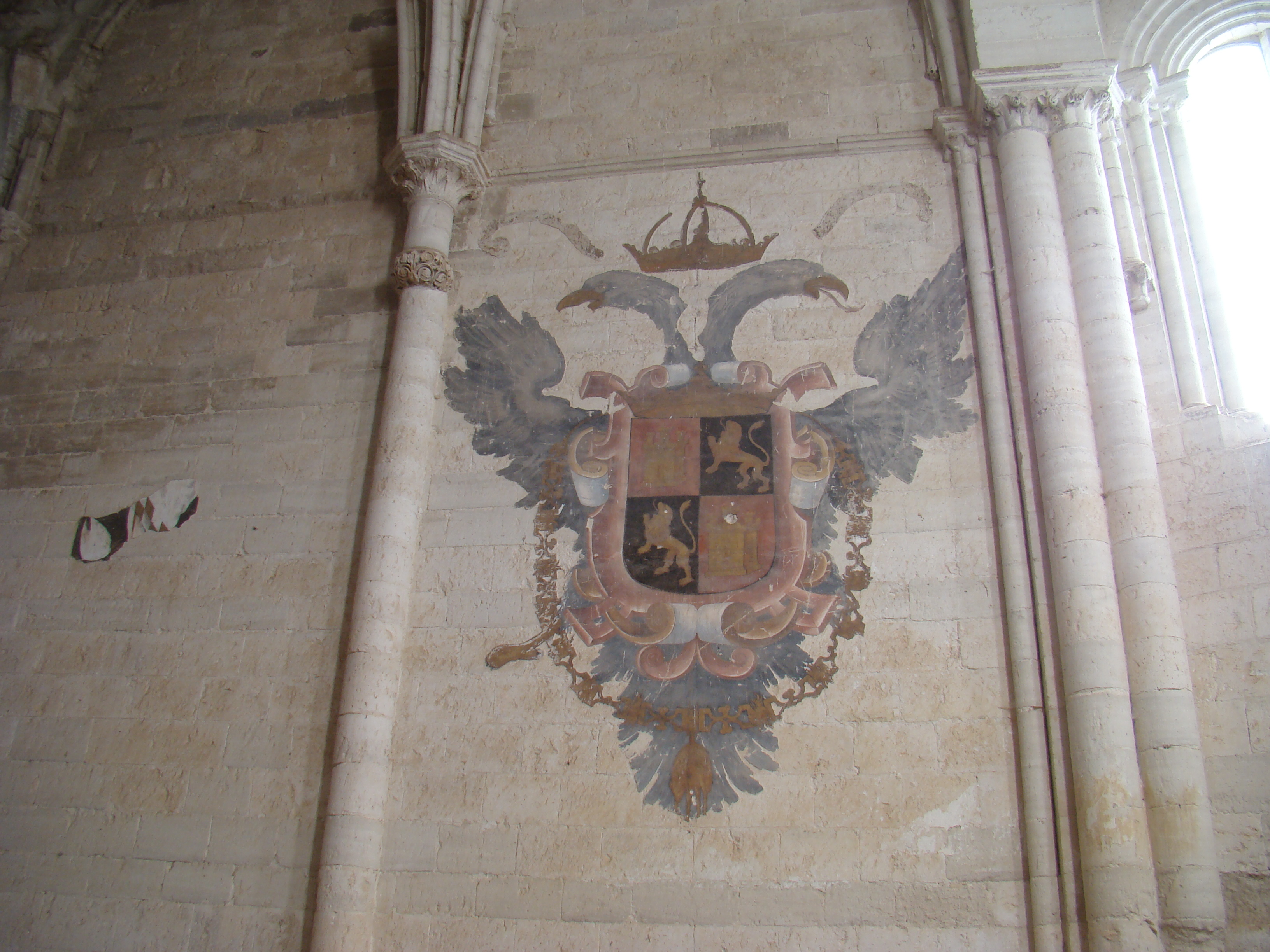
Escudo del emperador Carlos I pintado en el primer tramo recto del presbiterio.
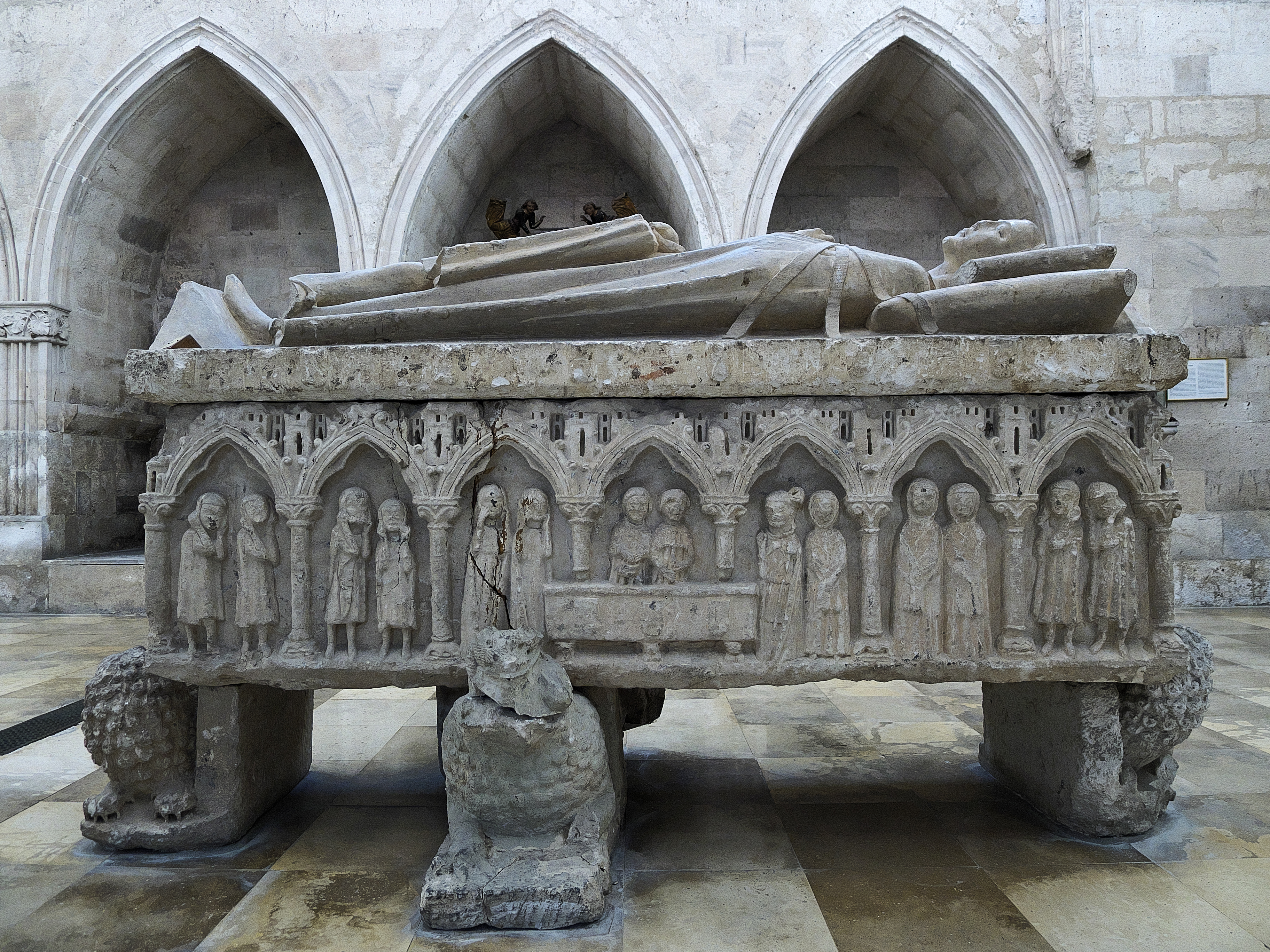
Sepulcro un Téllez de Meneses (Museo Diocesano y Catedralicio de Valladolid)

En el segundo tramo que limita con la nave sur se abre un gran vano de arco apuntado interrumpido por una columna, que correspondería a un arcosolio funerario. La arquivolta se apoya en unas pequeñas columnas cuyos capiteles están decorados con temas propios de un enterramiento: cabezas que se mesan los cabellos. Según noticia del viajero e historiador Antonio Ponz que escribió a finales del siglo XVIII, allí había un sepulcro gótico con la figura de una mujer acostada. En el tramo del muro norte es donde se halla la inscripción de consagración. Se conservan todavía fragmentos del pavimento que tuvo en el siglo XVI, de buena cerámica. En este mismo suelo pueden verse algunas lápidas que corresponden a los abades muertos en el monasterio.

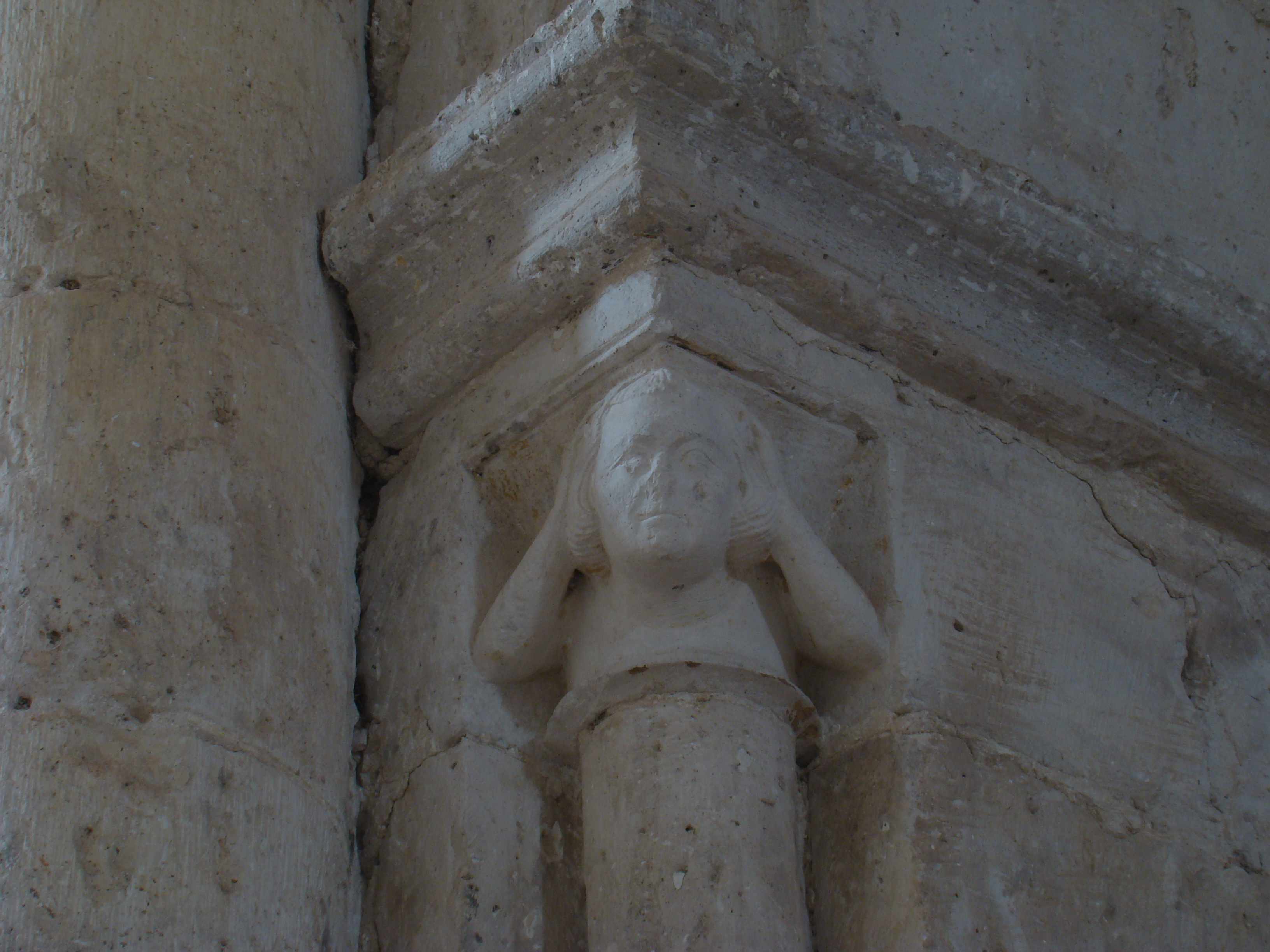
Restos del arcosolio con cabeza que se mesa los cabellos.
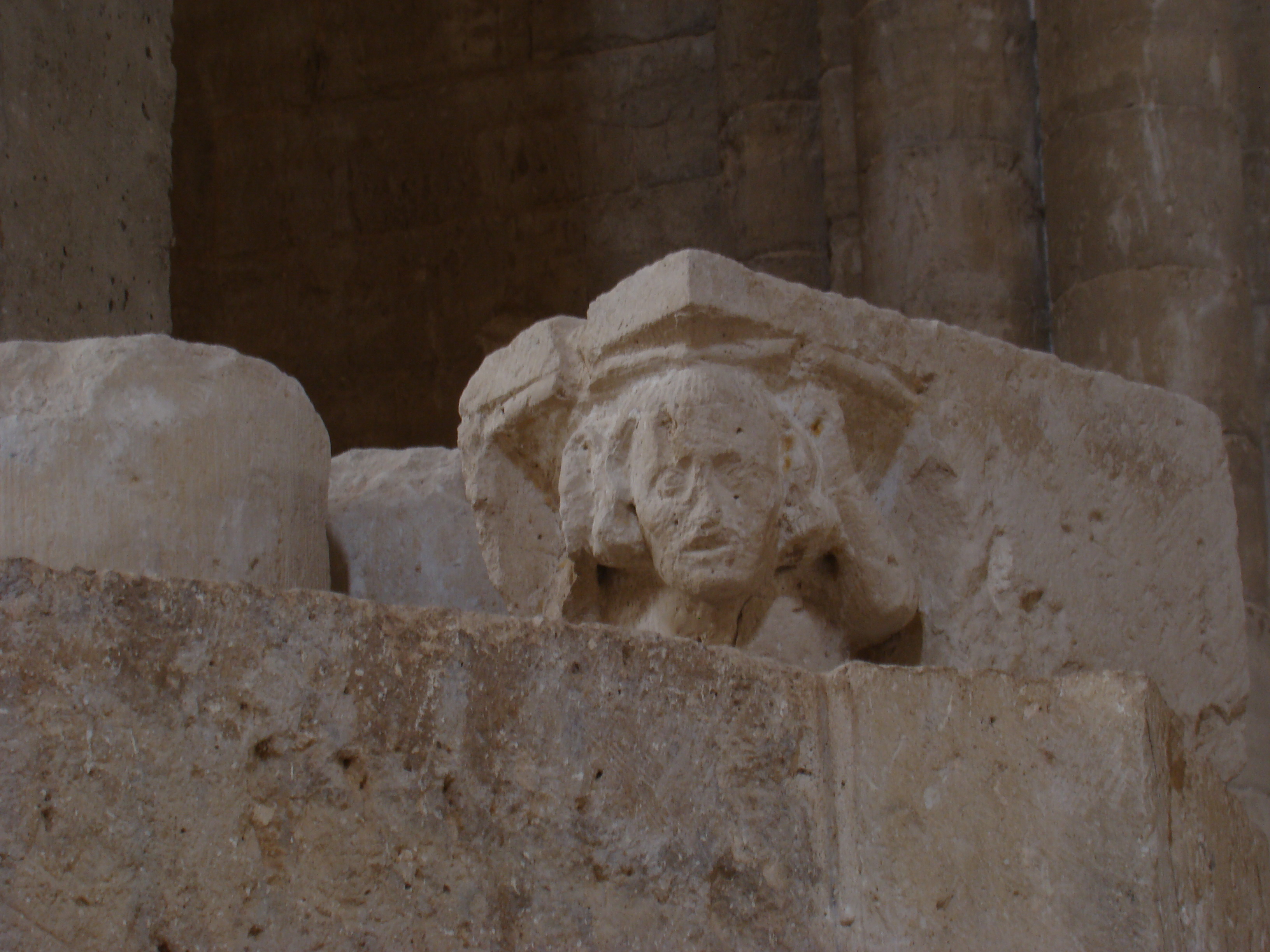
Restos del arcosolio con cabeza que se mesa los cabellos.
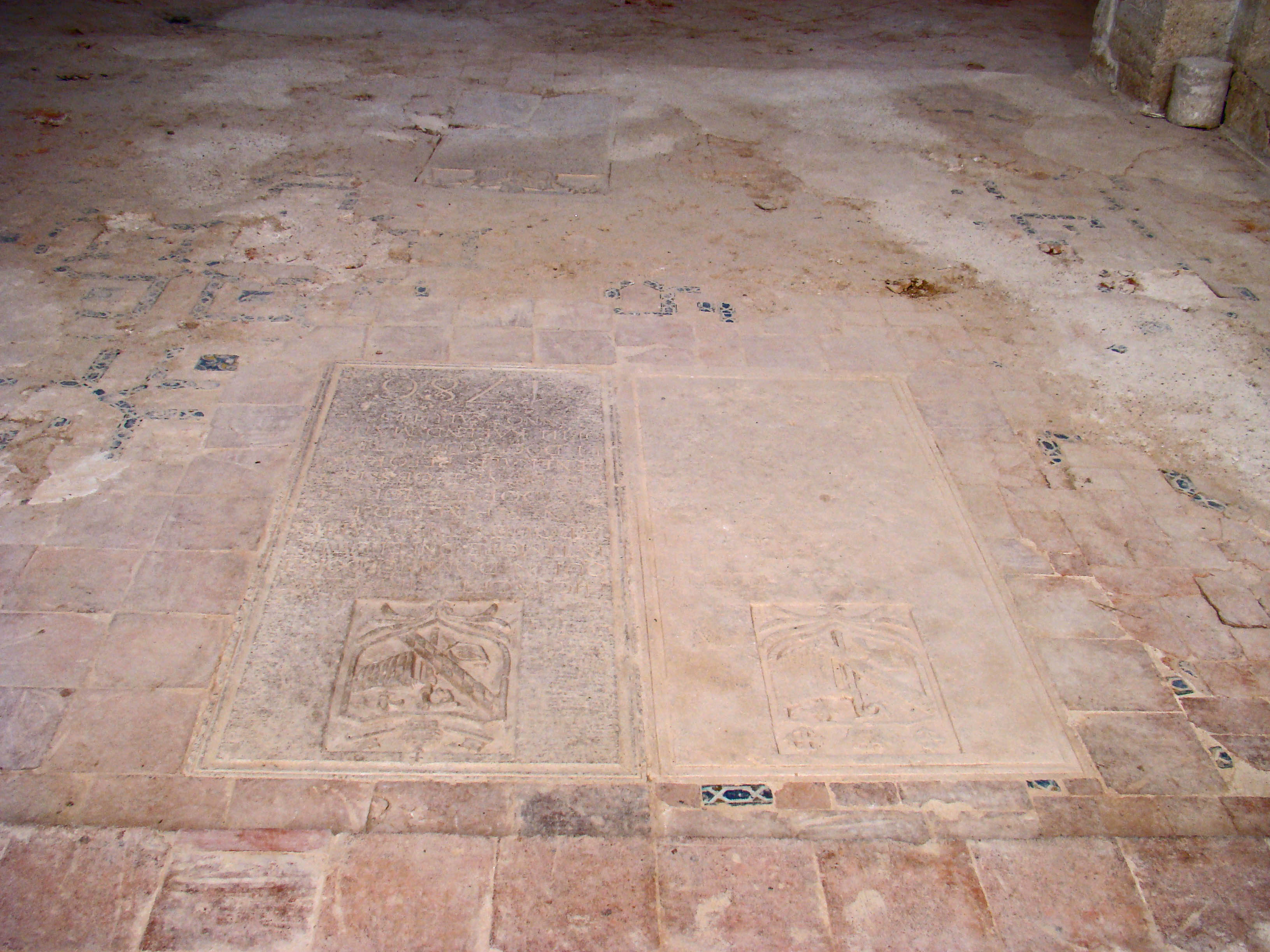
Lápida de un abad; se aprecia a su alrededor los restos del antiguo pavimento.
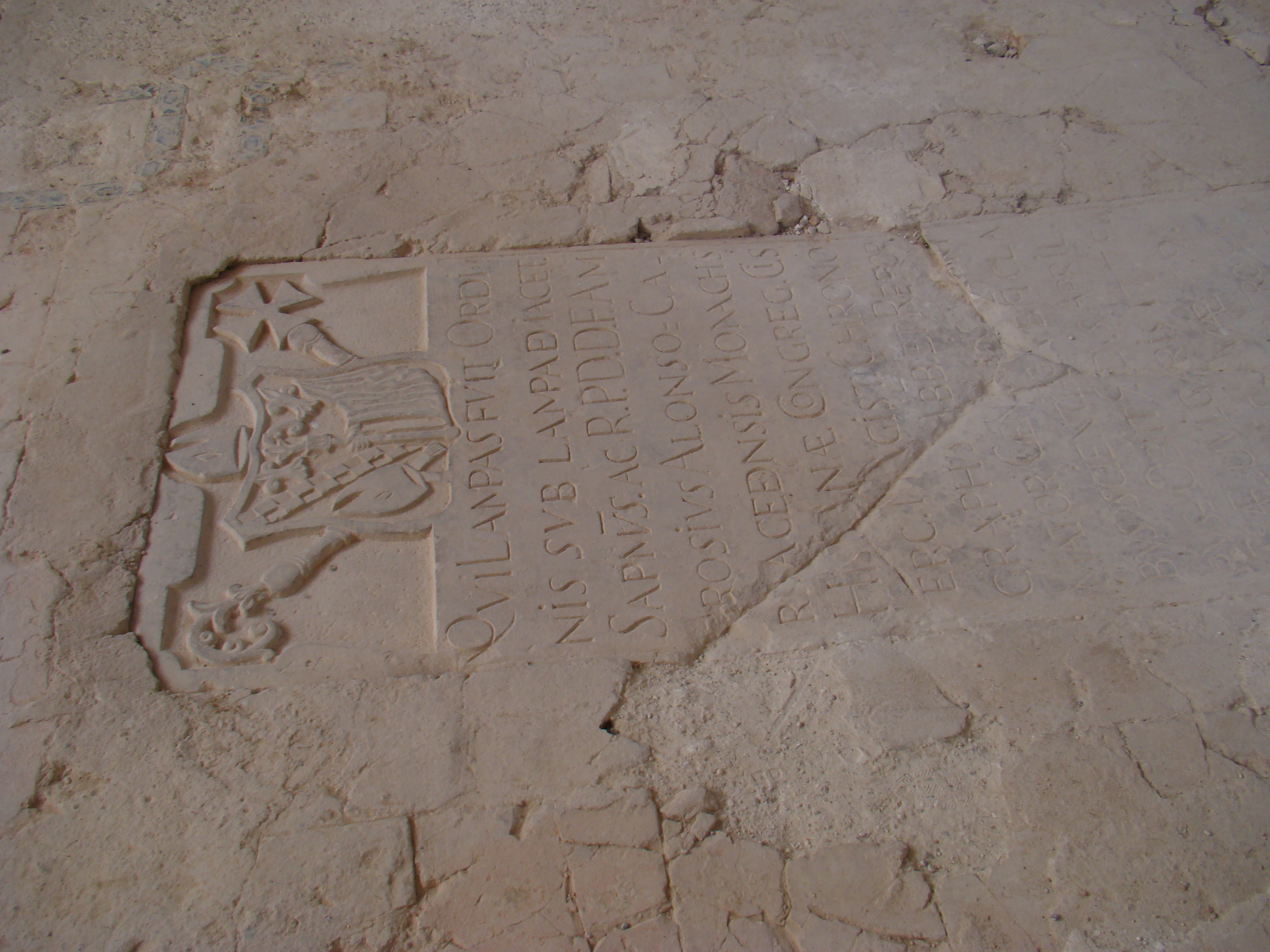
Lápida de un abad.

En el lado del Evangelio, en el tramo que está pegado al crucero hay una puertecita que introduce a un husillo por el que se subía —y se sube— al tejado. Junto a esta puerta hay dos arcosolios de arco apuntado, vacíos.
En el exterior y pegadas a los ábsides laterales hay dos construcciones de testero plano; la del muro norte o lado del Evangelio corresponde a la capilla funeraria de Santa Inés; la del muro sur o lado de la Epístola es la correspondiente a lo que fue sacristía en los últimos tiempos y tiene otra capilla unida. 

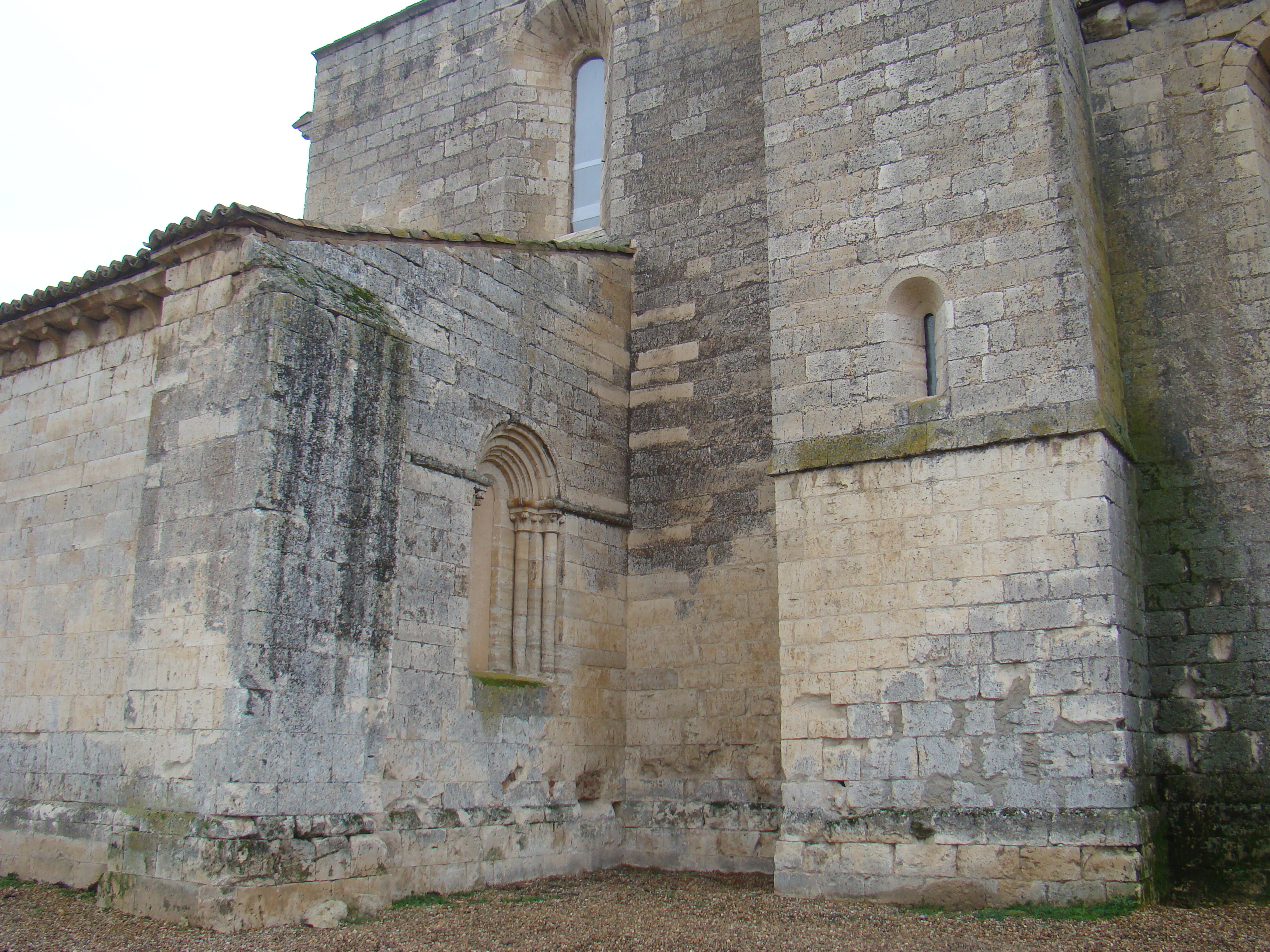
Capilla de Santa Inés que sobresale en el muro norte

En el exterior de la capilla de Santa Inés se ve una cornisa recorrida por canecillos lisos. En sus dos muros, oriental y occidental se abren unas ventanas de las mismas características que las de los ábsides. Sobre los capiteles de las columnas se apoya un cimacio que se prolonga a derecha e izquierda a modo de imposta. 
La capilla se utilizó para panteón de miembros de la familia Meneses. En el tumbo del monasterio se dice que allí se enterró al fundador Alfonso Téllez de Meneses, muerto en 1230 y a su segunda mujer Teresa Sánchez de Castro. El epitafio copiado por Gonzalo Argote de Molina en la iglesia del monasterio rezaba: 

OBIIT ALPHONSUS TELLI/NOBILIS AMATOR TOTIUS BONITATIS/FACTOR ISTIUS MONASTERII/ERA MCCLXVIII

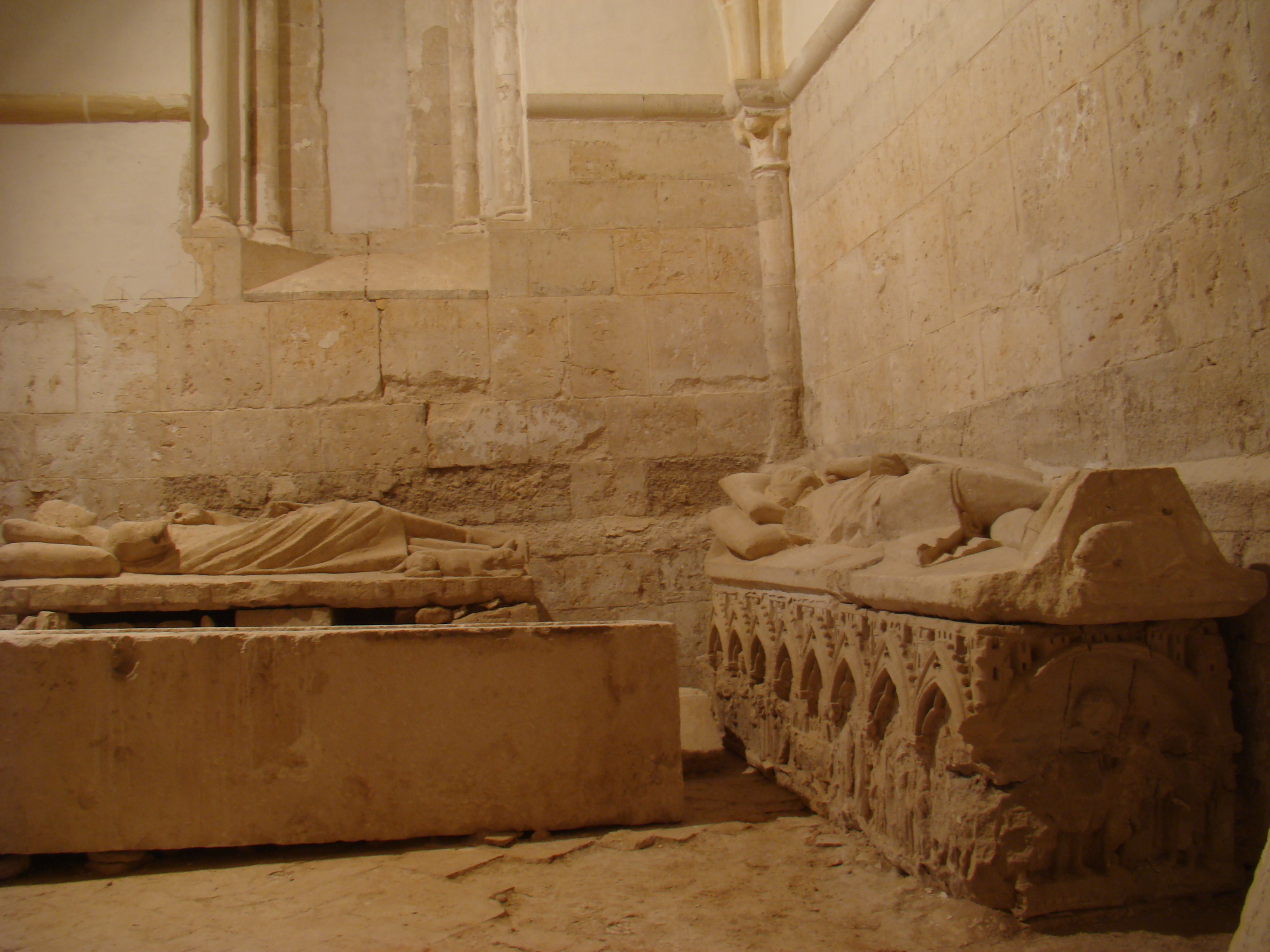
Interior de la capilla de Santa Inés

También se menciona a Mayor Alfonso (madre de María de Molina y nieta del fundador). Otros personajes ilustres tuvieron sus sarcófagos en el presbiterio y en las naves de la iglesia. Algunos han subsistido aunque muy maltrechos a causa del tiempo, de las profanaciones y del vandalismo. Son sepulcros góticos en su mayoría, de finales del siglo XIII y comienzos del XIV, con escultura propia del medioevo, elevados del suelo y apoyados en animales que suelen ser leones. Tienen figuras yacentes sobre la tapa y escenas dolientes y de entierro en los cuatro costados. Todos los que se encontraron en la iglesia se guardaron en este recinto. Han sido estudiados y catalogados y aunque se ha llegado a una aproximación en su identificación no hay ninguna certeza documental que los relacione con cada uno de los personajes. Jovellanos ya en su tiempo decía que «la comunidad monástica no los identifica». En uno de ellos se puede leer la inscripción «Cambris obit Allefonso Decimo»; se cree que corresponde a Alfonso infante de Molina fallecido en 1252 que fue hijo del rey Alfonso IX. Otro sepulcro conserva la caja muy deteriorada y una estatua yacente sobre la losa; lleva una inscripción: «Aquí yace Gonzal Ibáñez, hijo de Juan Alfonso... », es decir, un nieto del fundador y primo de Mayor Alfonso. Además hay bastantes fragmentos rotos que todavía no se han podido determinar.

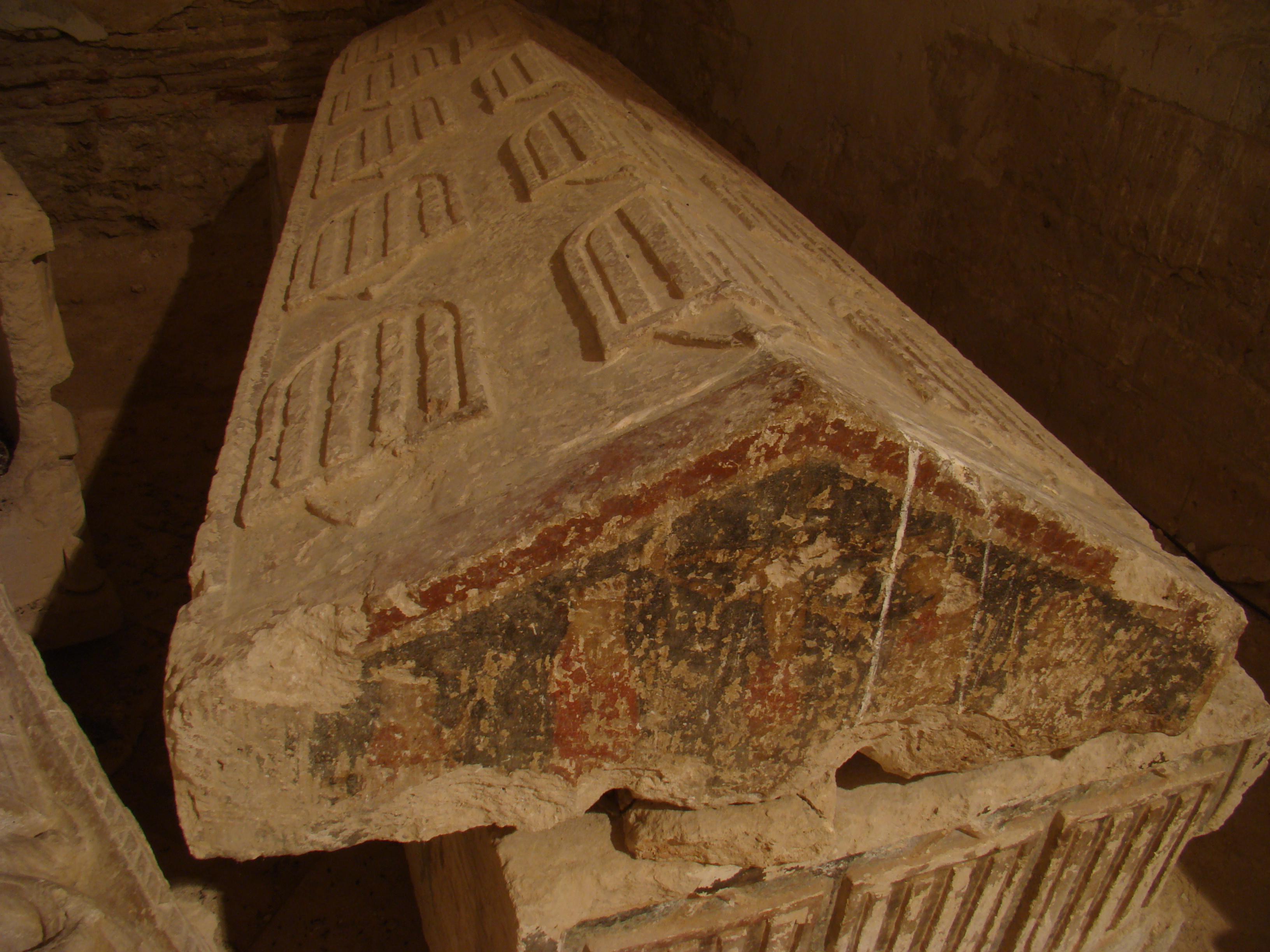
Tapa de sarcófago. En primer plano se aprecia cómo subsiste la policromía.
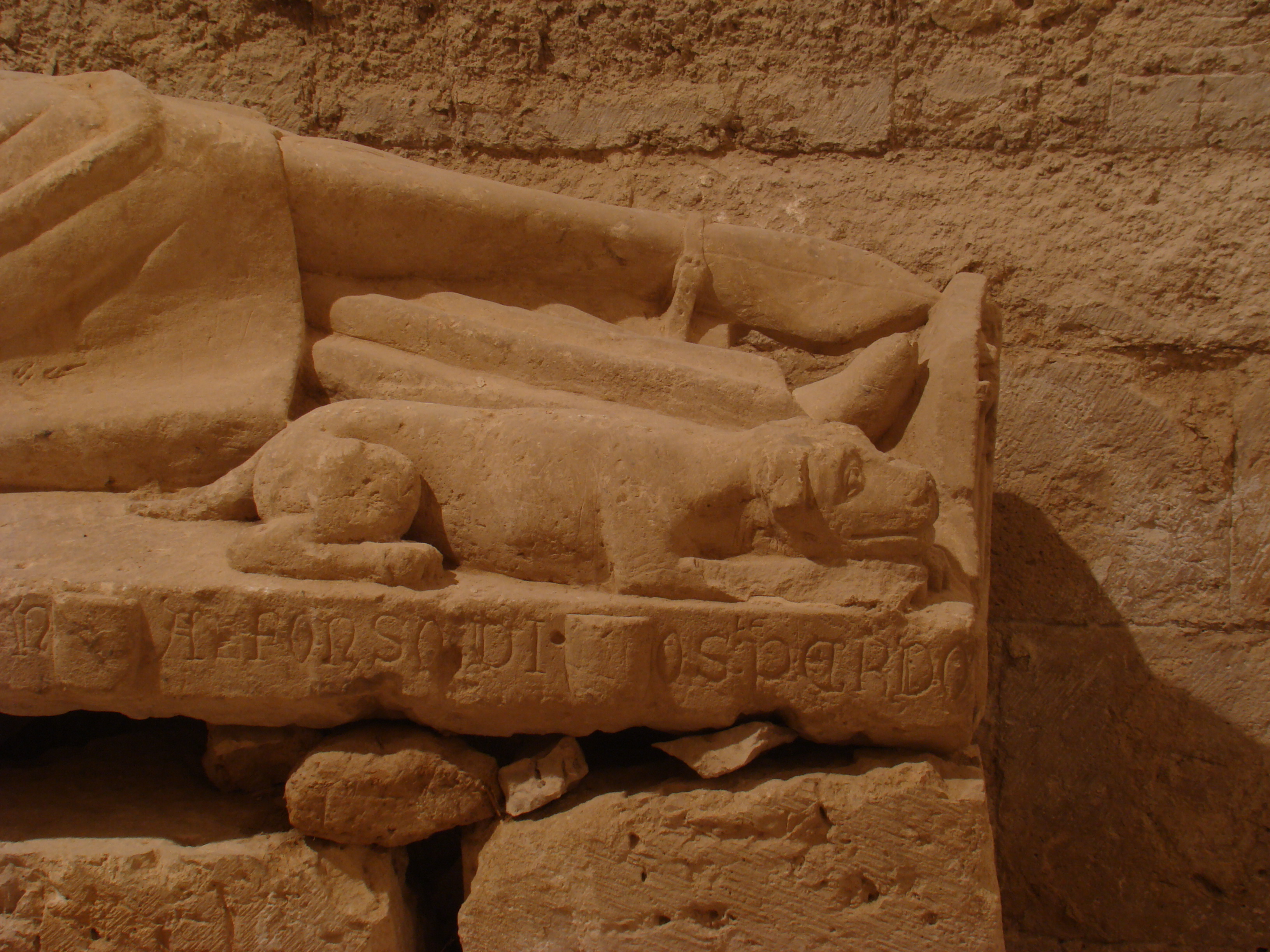
Sarcófago de 'Juan Alfonso' donde se puede apreciar una inscripción con este nombre.
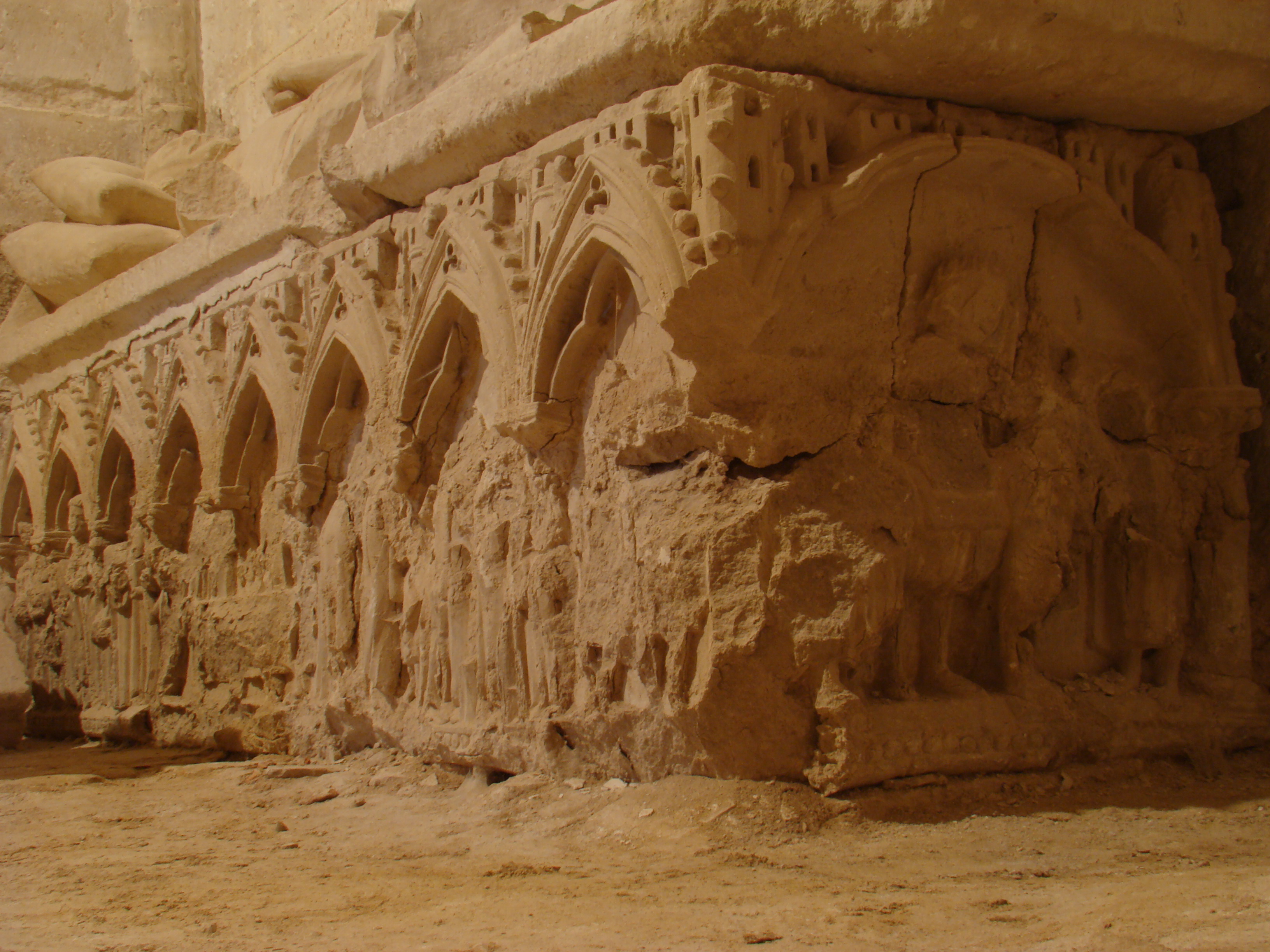
Sarcófago cuya decoración temática está muy deteriorada.

Había tres que estaban en buen estado de conservación y en los años 60 del siglo XX se trasladaron al museo diocesano de la catedral de Valladolid. Uno estaba adosado al muro de la nave de la Epístola; otro, apoyado en la misma pared, con figuras del Pantocrator y Apostolado en un lateral y escenas del entierro en el otro; el tercero tiene labradas escenas del entierro en los dos lados laterales.

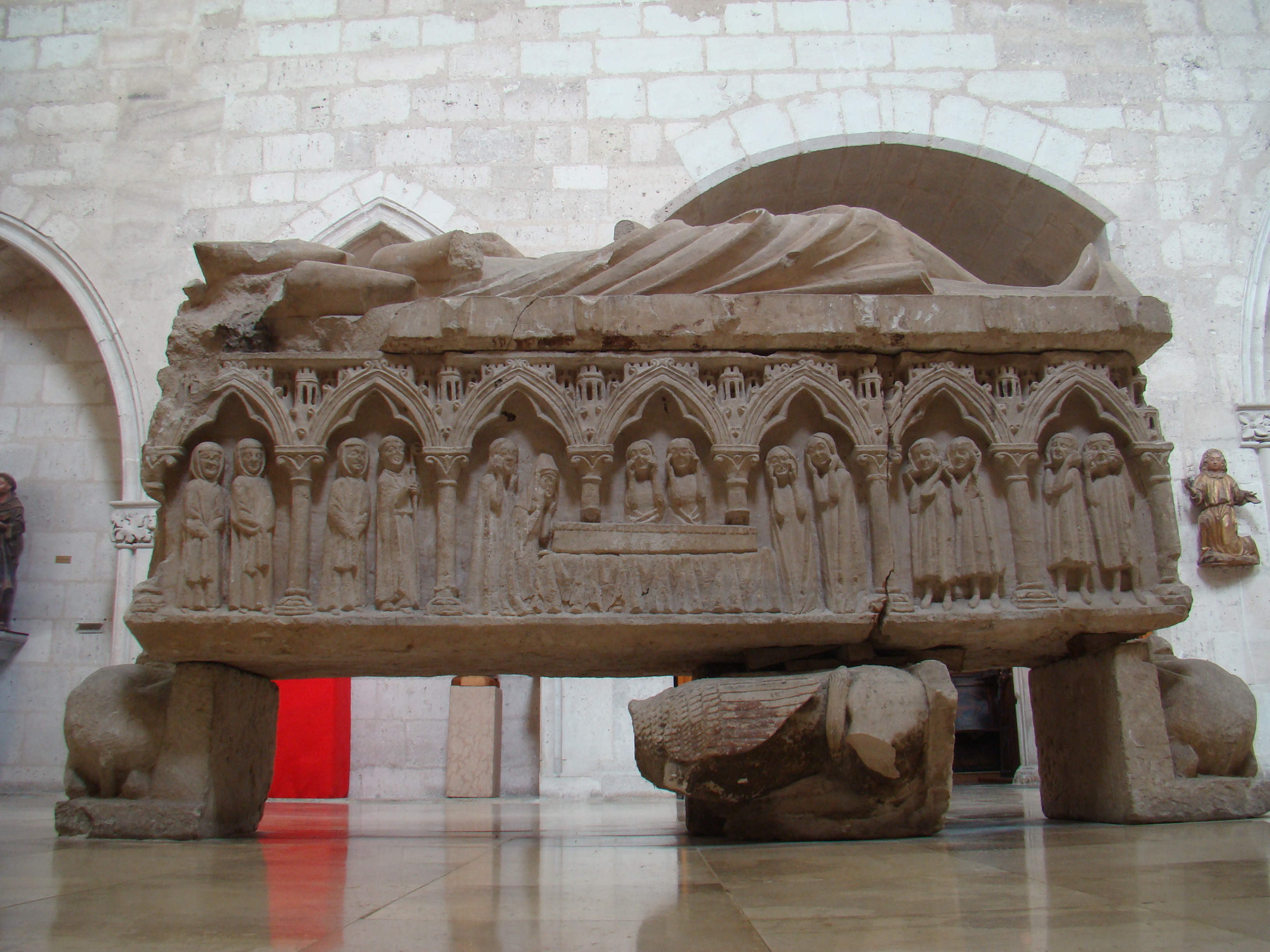
Sarcófago procedente del monasterio de Palazuelos que se custodia en el museo diocesano de Valladolid.
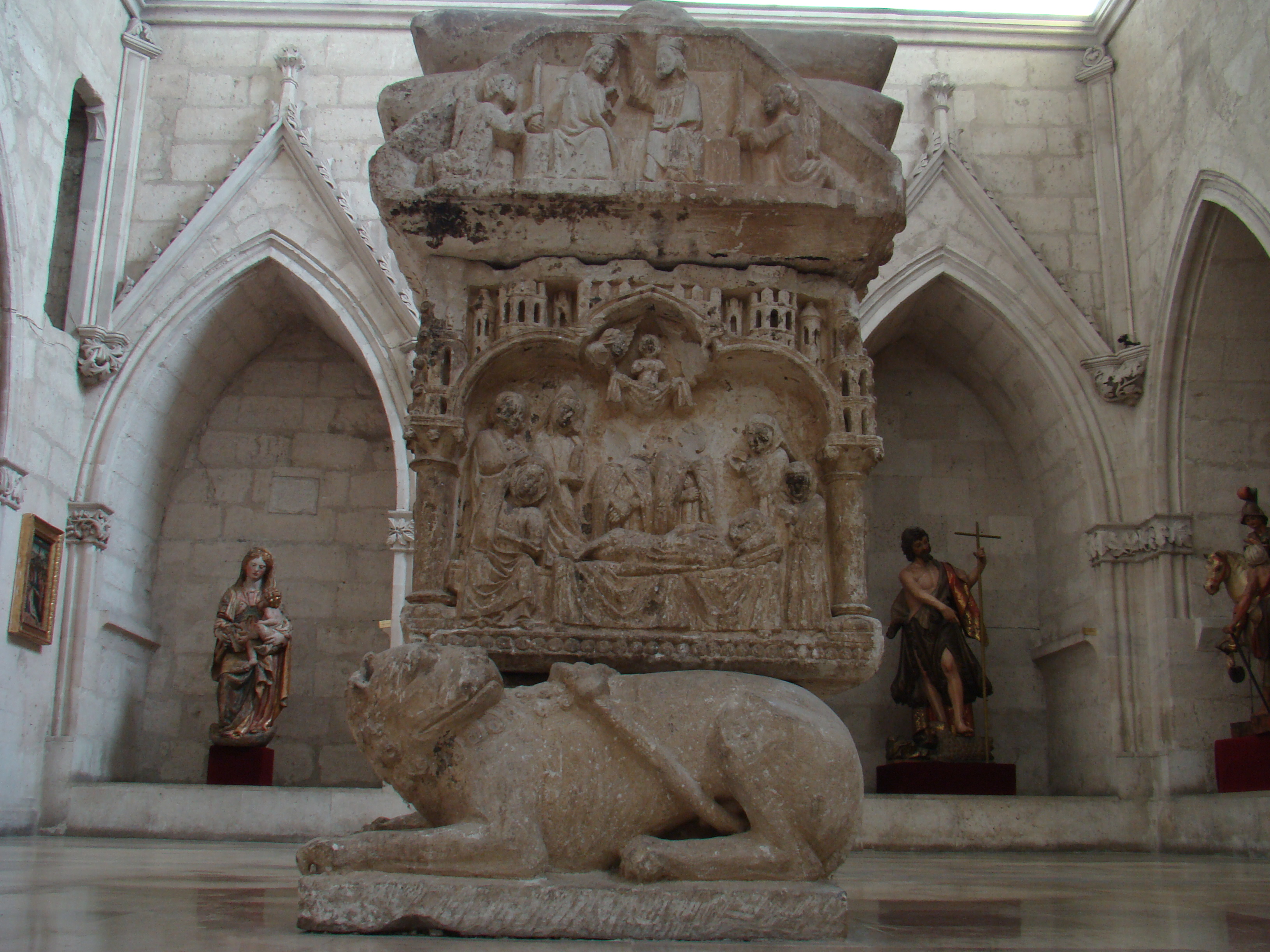
Sarcófago procedente del monasterio de Palazuelos que se custodia en el museo diocesano de Valladolid.
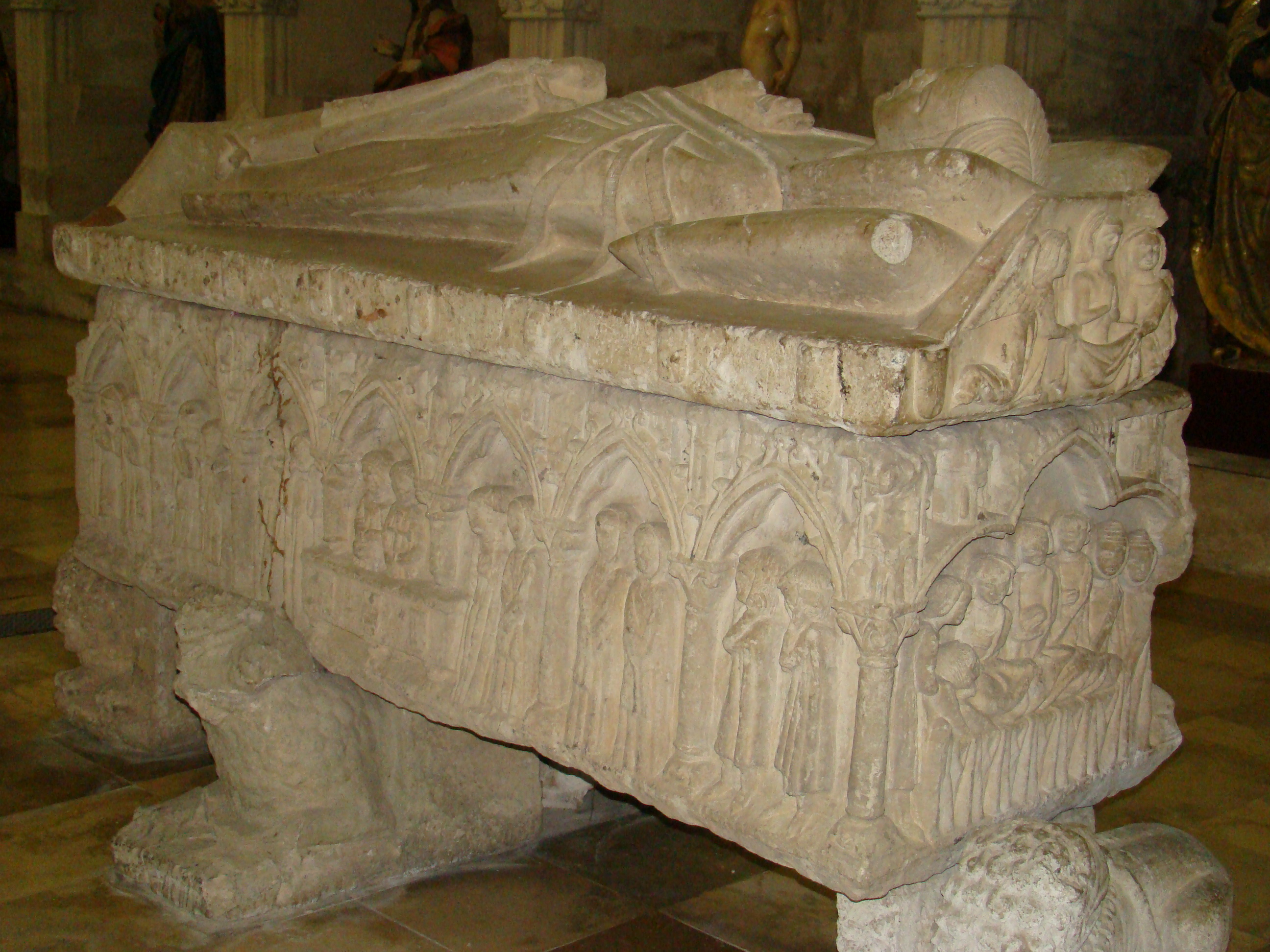
Sarcófago procedente del monasterio de Palazuelos que se custodia en el museo diocesano de Valladolid.

Hastial de poniente
Fue construido con sobriedad. Se articula con tres contrafuertes que enmarcan las tres naves. Sobre la ventana de la nave sur fue añadido en el siglo XVII un cuerpo más alto en cuyo coronamiento se alzó la segunda espadaña. En el centro se abrió en su origen la puerta de acceso al templo, de arco ligeramente apuntado, muy simple, con molduras de media caña; fue cegada e inutilizada a finales del siglo XVI cuando se abrió la puerta del muro norte. Más arriba puede verse un rosetón muy simple. En la parte correspondiente a las dos naves laterales se abren sendas ventanas similares a las del resto del edificio.

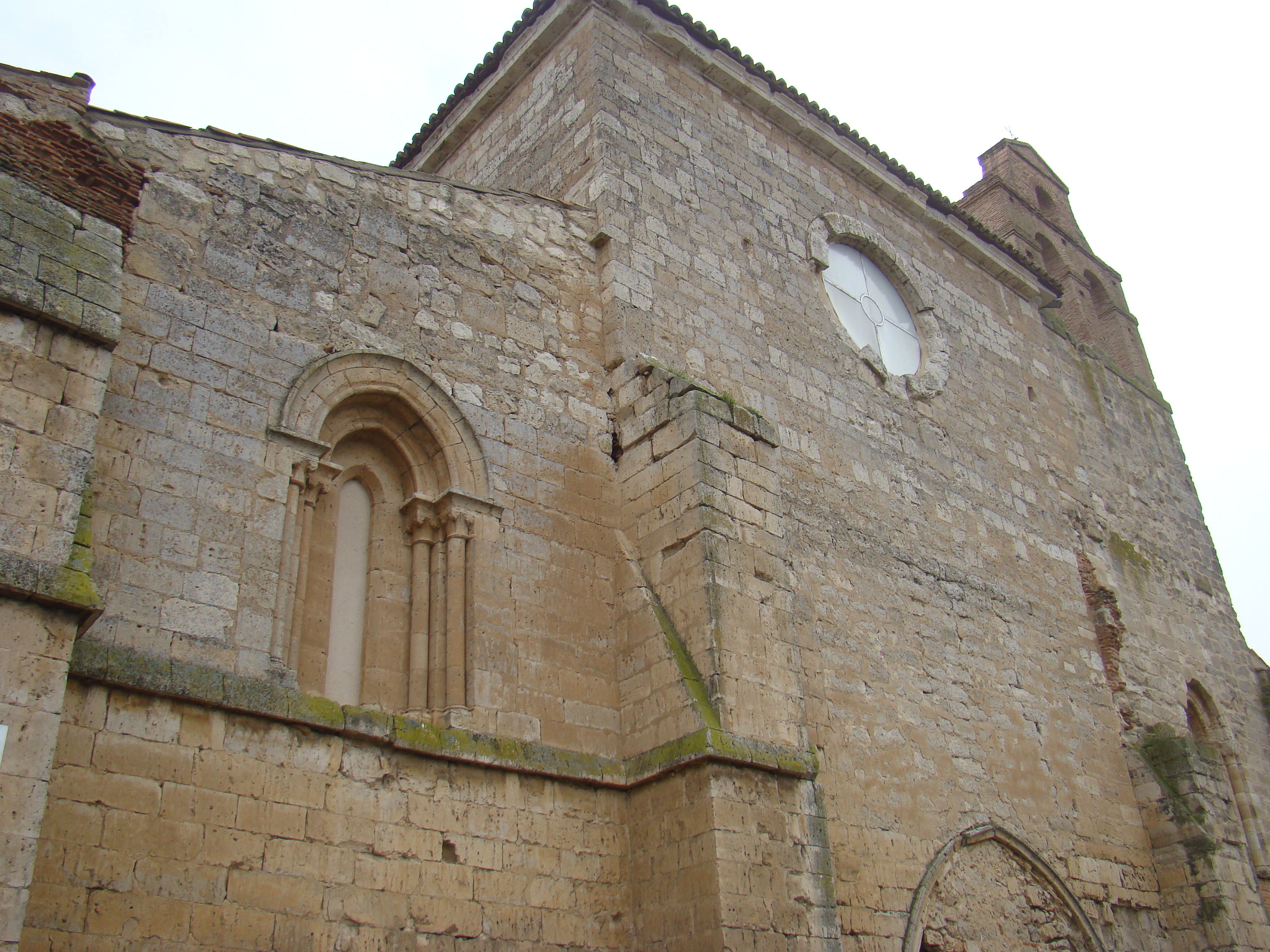
Fachada de poniente, con el rosetón en el centro y la espadaña que se añadió en las obras de finales del XVI.
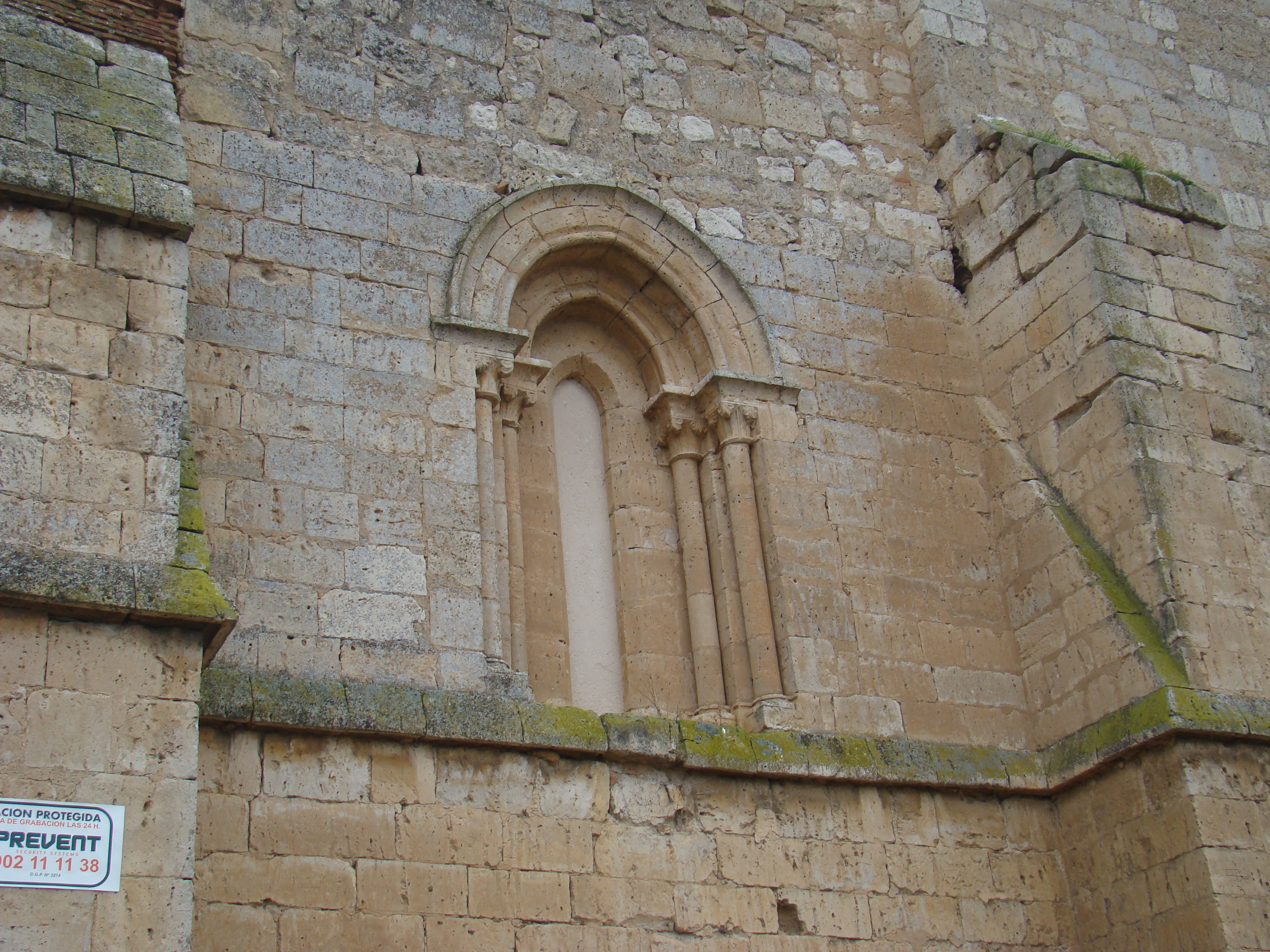
Detalle de una de las ventanas.
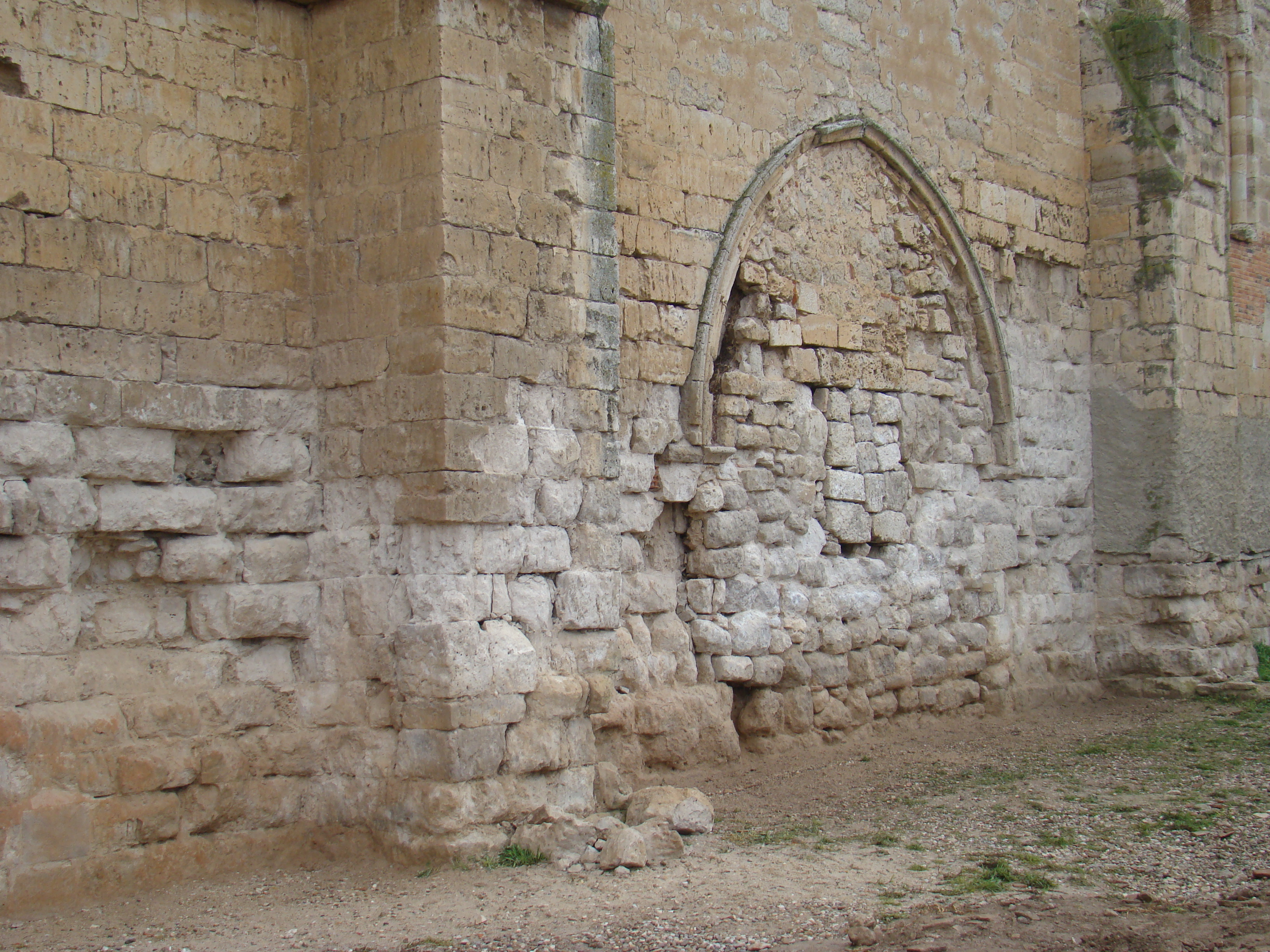
Puerta principal de la construcción cisterciense cegada cuando se abrió la puerta del muro norte.

Muro norte 

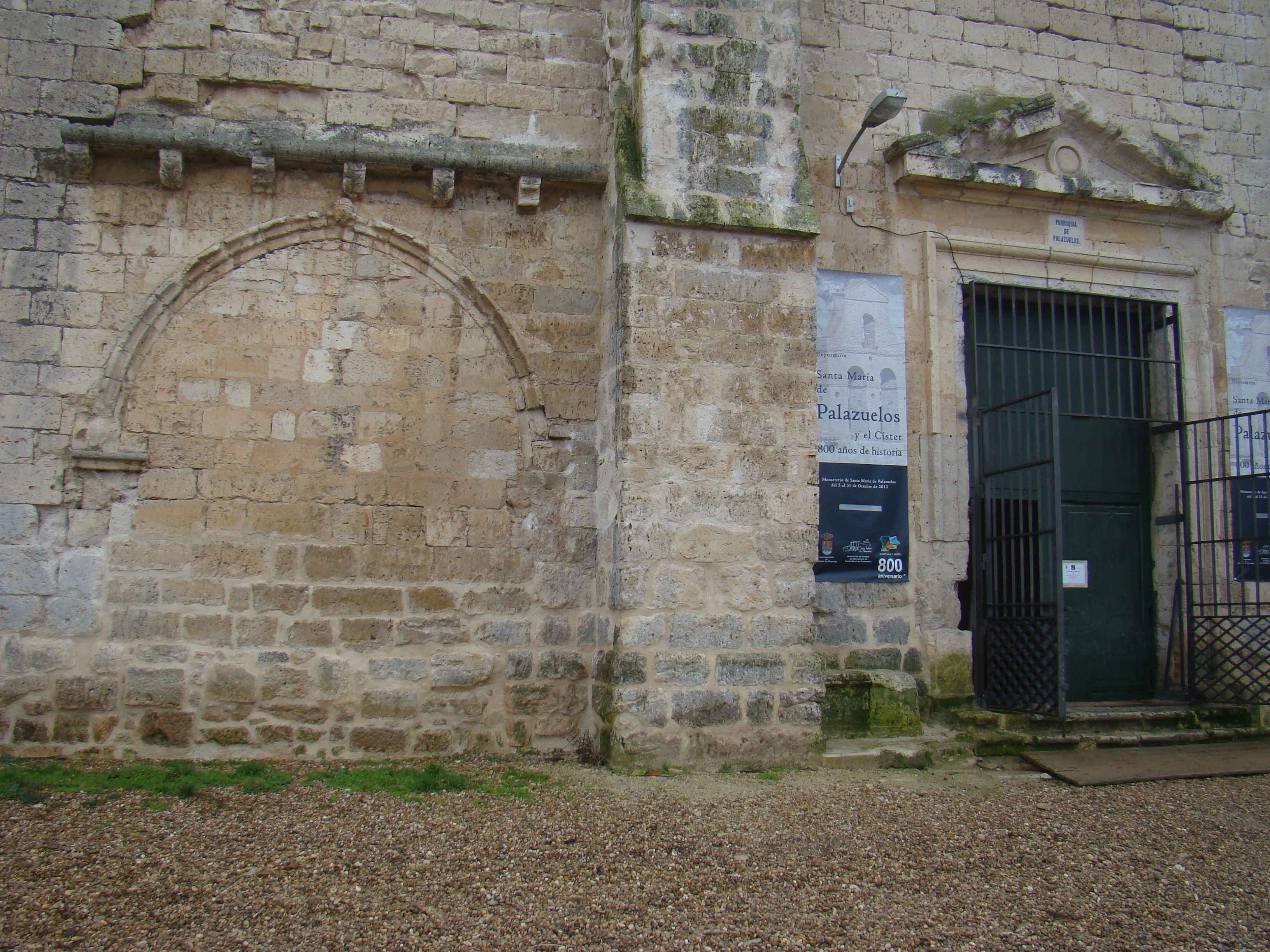
A la izquierda la puerta original de salida al cementerio de monjes desde la iglesia. A la derecha la puerta de Juan de Nates

Corresponde a la nave norte o nave del Evangelio. Está articulado por cuatro contrafuertes cuya parte superior llega en talud hasta la cornisa. Aquí se halla la puerta que comunicaba la iglesia con el cementerio monacal. Está cegada pero todavía se puede ver una arquivolta apuntada en cuya clave hay labrada una cabeza masculina y los restos de un tejaroz o tejadillo que se apoya sobre seis canecillos de simple nacela. A continuación se abre la portada clasicista diseñada por Juan de Nates que se abrió como único acceso al interior a finales del siglo XVI.
Muro sur 

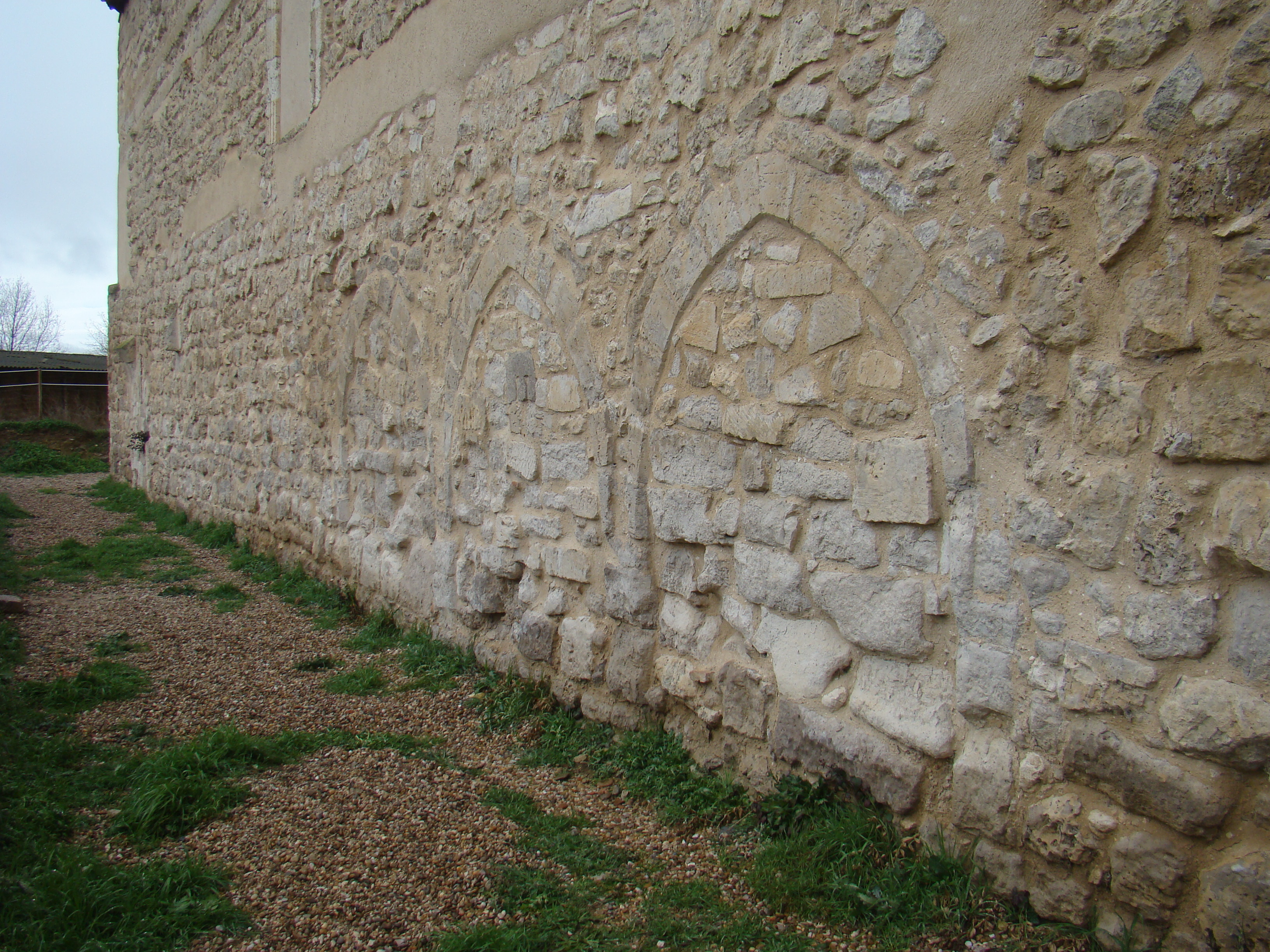
Arcosolios cegados que estaban en la panda norte del claustro, pegados al muro sur de la iglesia

Era al mismo tiempo el muro norte del claustro reglar, el más antiguo. No se conserva la panda ni los arcos aunque pueden verse restos de alguno de sus arranques. En lo que sería la esquina con la panda este del claustro se distingue una puerta —también cegada— que daba a la sacristía y haciendo ángulo, otra puerta con arcos moldurados de medio punto —cegada— que corresponde por su posición a la puerta de entrada desde el claustro a la iglesia, que todo monasterio tenía. Un poco más hacia el oeste, se encuentran los vestigios de dos arcosolios, con los arcos apuntados y el hueco cegado.
Espadañas 

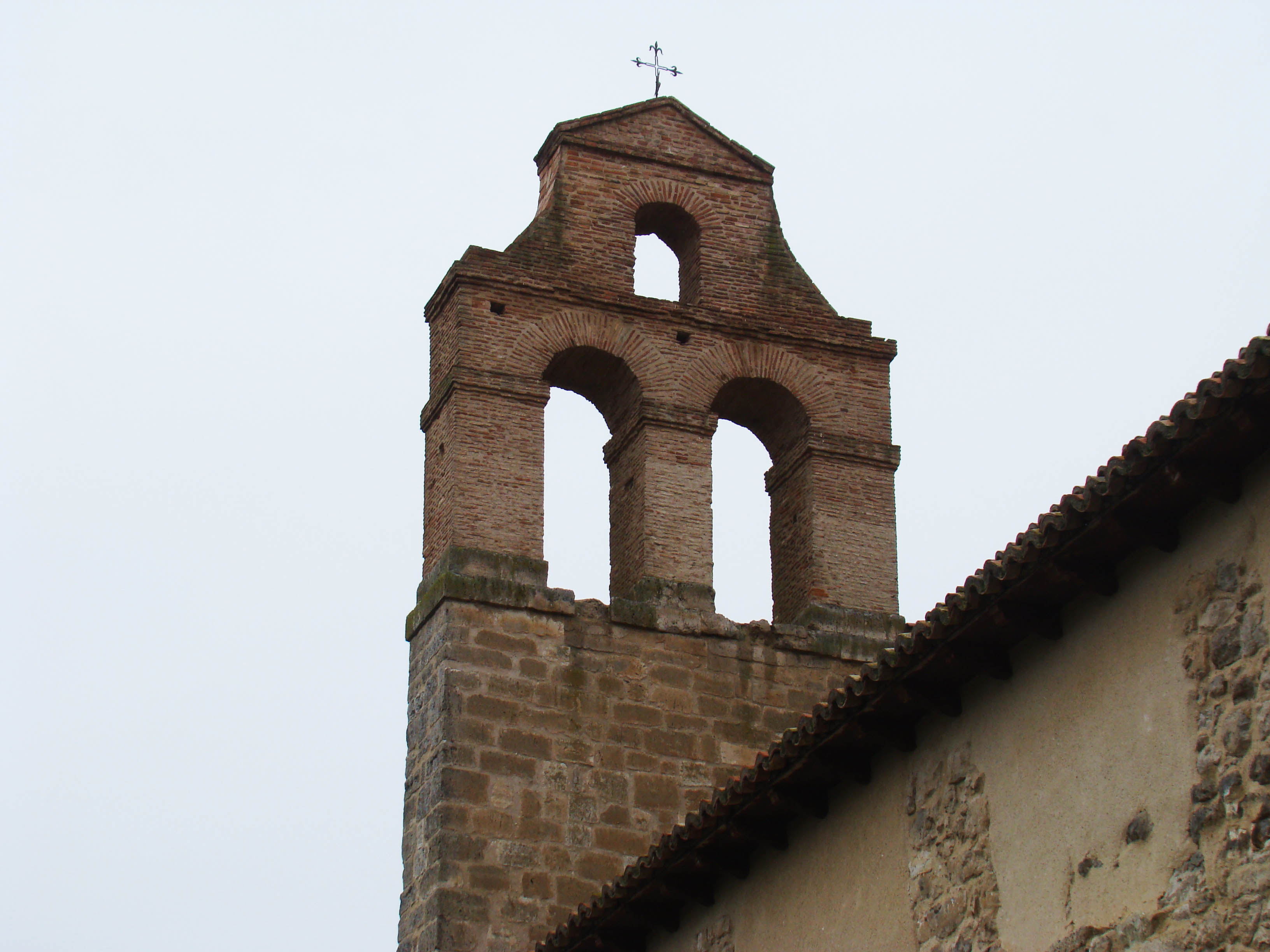
Espadaña del siglo XVI

La primitiva espadaña se alzaba en el punto que hay entre la cabecera y el crucero, con un arco de medio punto dividido por un grueso mainel que dejaba al descubierto dos huecos para las campanas y otro más abajo de menor tamaño rodeado de dovelas; se hundió junto con la bóveda del crucero y no se ha recuperado. La segunda espadaña se ubica en el hastial de los pies sobre una construcción añadida. Tiene dos cuerpos: en el inferior se abren dos vanos y en el de arriba, que es más pequeño, sólo uno. Es obra de finales del siglo XVI.

### Mobiliario y otras obras de arte
Las dependencias monásticas del claustro reglar estuvieron debidamente amuebladas. Se tiene noticia de la sillería y mesas del refectorio (comedor) gracias a la documentación conservada y estudiada por Esteban García Chico: 

Los dos se obligaban a hacer los asientos con sus respaldares, con sus corvos y sus coronaciones labradas de talla y entre coronación y coronación su copa que hace remate entre corva y corva un panel labrado con sus florones los que cupiere en cada uno, y con sus balaustres, y mesas, todas las que cupieren en el refectorio, todo de madera de nogal.

Se refiere a los dos entalladores contratados en 1569, naturales de la ciudad de Benavente en Zamora: Nicolás de Colonia y Juan Grande. Años más tarde encargaron también la sillería del coro; el documento de contratación está firmado por los escultores Esteban Jordán y Manuel Álvarez (c. 1589) y el abad fray Atanasio Morante. La sillería está también en paradero desconocido.
El monasterio tuvo un retablo mayor de gran calidad artística ejecutado por el escultor Esteban Jordán. El encargo se hizo en 1573, cuando el artista estaba trabajando en la iglesia de la Magdalena de Valladolid (retablo y sepulcro de Pedro de la Gasca). En las capitulaciones de las escrituras se define con todo detalle como habrían de ser las figuras, los relieves, el dorado, el tamaño, el tipo de madera, etc. El documento se firmó entre: «esteban jordan y el general reformador de la orden de san bernardo concierto y capitulación para hazer el retablo de palaçuelos». La obra se finalizó en 1574 el mismo año en que el papa Gregorio X otorgó una bula por la cual los sacerdotes que dijeran misa ante este altar sacaban un alma del purgatorio. No se conoce el paradero de este retablo. En 1783 Antonio Ponz lo vio y describió, junto con otros cinco altares, pero cuando el viajero historiador Ramón Álvarez de la Braña visitó el monasterio a principios del siglo XX, ya no existía y en su lugar había unos lienzos de gran tamaño que también han desaparecido. En el Catálogo Monumental de la Provincia de Valladolid elaborado por el profesor Jesús Urrea en 1970, se describen con fotografías una serie de esculturas y pinturas que en los años 2000 ya no existen y que han formado parte del «patrimonio desaparecido de Valladolid».

### Cambios, obras y reparaciones
En el año 1285, Ruiz Gómez de Camargo hizo una donación al monasterio, siendo abad Álvaro. La donación estaba destinada a obras y mejoras necesarias y además a la construcción de una capilla que sirviera de enterramiento a este personaje. Su segunda mujer, Urraca Fernández también quiso ser enterrada en este lugar. La noticia de tales obras se conoce a través de este documento de donación. Por el mismo modo se sabe de más obras y mejoras y de la construcción de otra capilla de enterramiento a favor del donante Juan Veintemillas, en el siglo XV.
El mayor movimiento de obras y reparaciones se dio en el siglo XVI cuando el monasterio sirvió como Colegio y fue necesario adaptar las estancias a las demandas. En 1569 el Colegio de Palazuelos recibió una subvención de 1.300 ducados como ayuda para obras; la orden fue dada por el Capítulo General y los ducados provenían de los demás monasterios. Se hicieron obras de ampliación y fue el momento de la construcción del segundo patio llamado «del dormitorio».

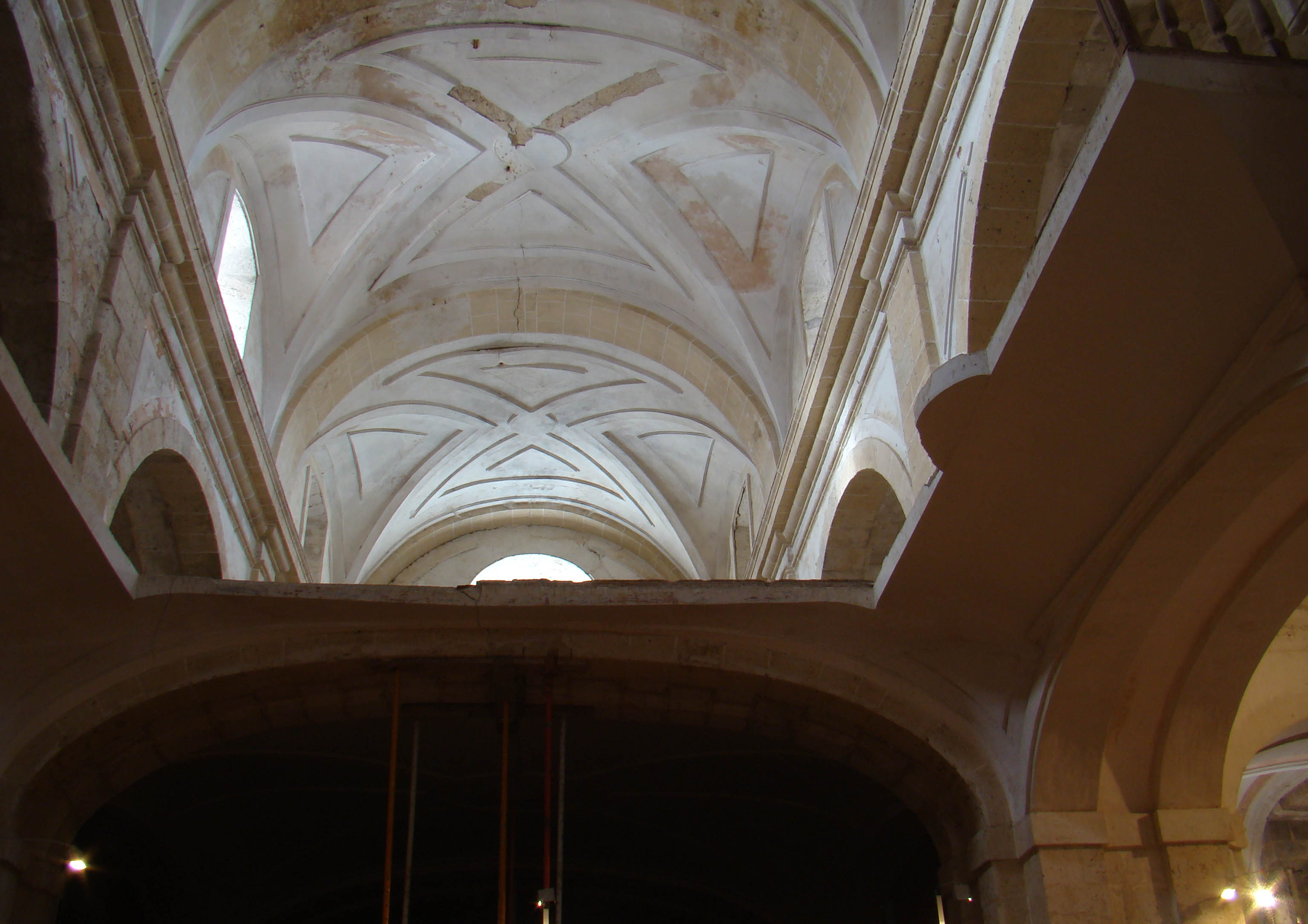
Bóvedas y coro alto a los pies de Juan de Nates

En el último tercio del siglo XVI se derrumbaron los tres últimos tramos de las naves del templo. El historiador Esteban García Chico en su trabajo de investigación sacó a la luz los documentos de las condiciones de escritura donde se dice que los monjes del monasterio acudieron al maestro arquitecto Juan de Nates para la restauración del desastre. El 8 de febrero de 1585 dio las trazas y estableció las condiciones. En estos momentos este arquitecto estaba trabajando en el monasterio de las Huelgas Reales (Valladolid) y en el de la Santa Espina, así que tenía en su haber una buena experiencia. Todas las obras de reparación están reflejadas en el libro de fábrica de la iglesia.
Los muros laterales se habían mantenido en pie y no los tocó pero el resto fue derribado y replanteado; levantó tres tramos hacia los pies sustituyendo los primitivos pilares octogonales por pilares cuadrados en los que se apoyan arcos de medio punto; nuevas capillas entre pilares, el coro alto a los pies con su escalera de subida desde la nave; cerró la puerta de entrada de poniente (malamente y con sillares desiguales, bastos y sin labrar que todavía se conservan) y abrió una en el muro norte que es la que se usa para entrar a la iglesia. Todo en el más puro estilo clasicista de la época, sin intentar copiar el estilo gótico cisterciense anterior. En el transcurso de estas obras, en la fachada de poniente y sobre la nave sur se añadió un cuerpo alto cuyo coronamiento se remató con una segunda espadaña.

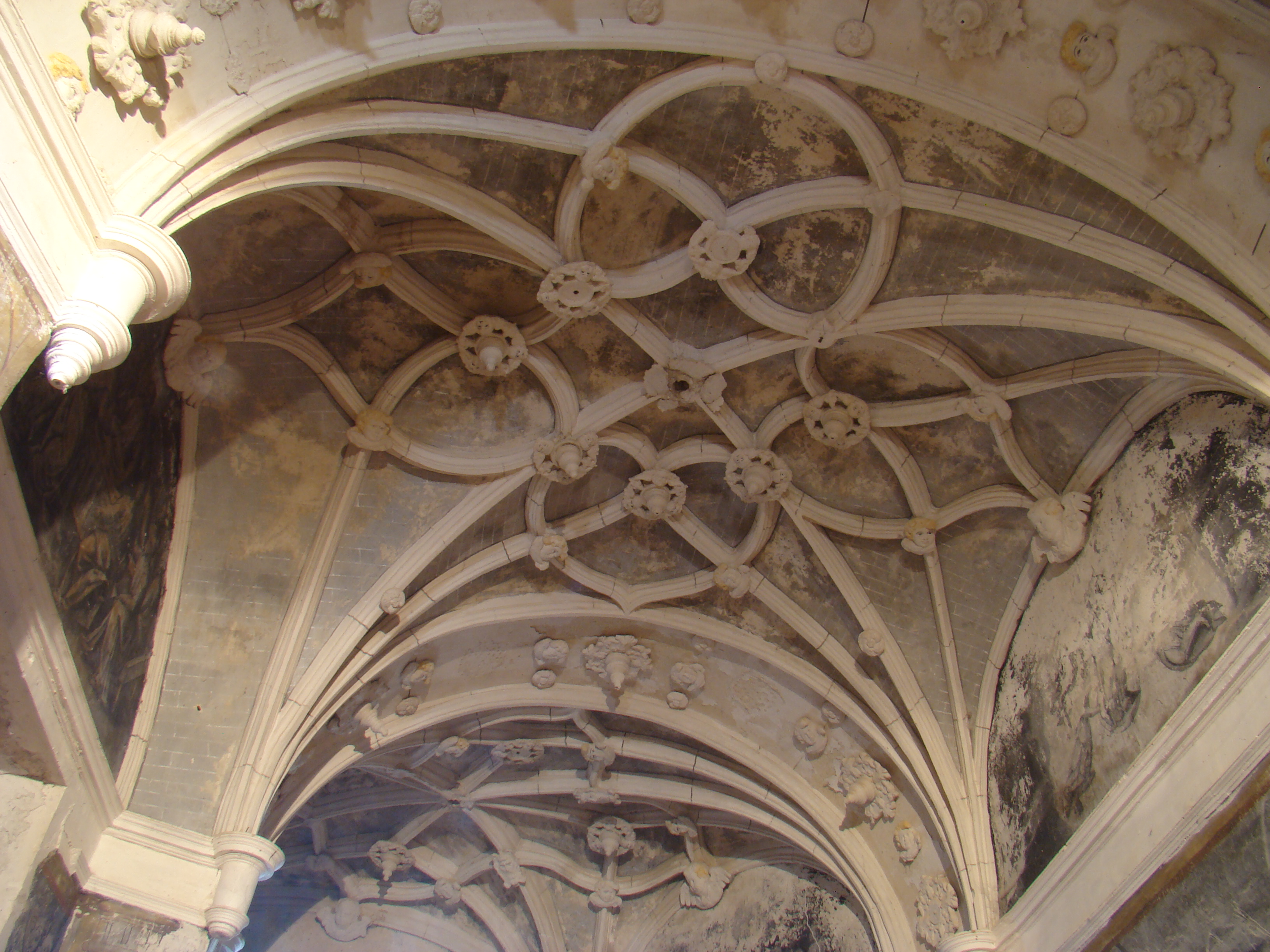
Bóvedas de la chirola, siglo XVI

Fue en este siglo cuando se construyó la «chirola».

La «chirola» es una modificación que se hizo en el último tercio del siglo XVI, rodeando el ábside con una capilla que se utilizaría como sacristía. Desde el exterior resulta un tanto extraña pues se ciñe al ábside central rompiendo su armonía natural. Desde el interior se accede por dos puertas enfrentadas abiertas en el presbiterio. Este espacio está techado por bóvedas de crucería que se adornan con claves pinjantes. Los muros están decorados con pinturas murales manieristas, con la técnica de grisalla; las escenas son muy variadas, siempre sobre el tema de la vida de Cristo. Algunas de estas grisallas están totalmente perdidas mientras que otras tienen un estado de conservación recuperable. Hasta finales del siglo XX se desconocía el autor especulándose sobre diversas posibilidades. Al salir a la luz a lo largo de una investigación el testamento del pintor italiano Antonio Stella, afincado en Valladolid, pudo establecerse su vinculación con este monasterio y la autoría de las pinturas murales. En diversas cláusulas del testamento el pintor hace alusión a «un trabajo en el Monasterio bernardo de Palazuelos de Valladolid».

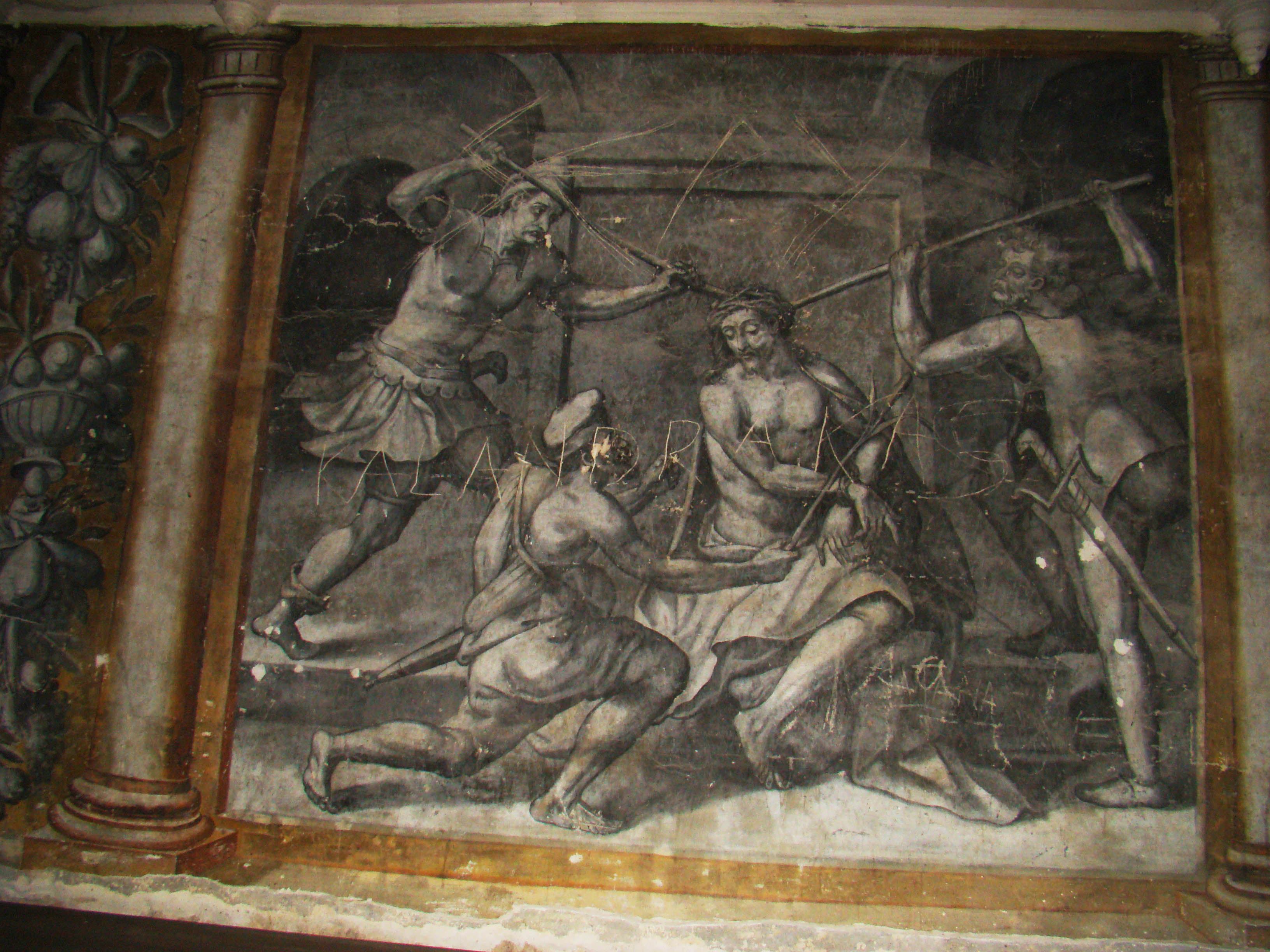
Grisallas del pintor Antonio Stella
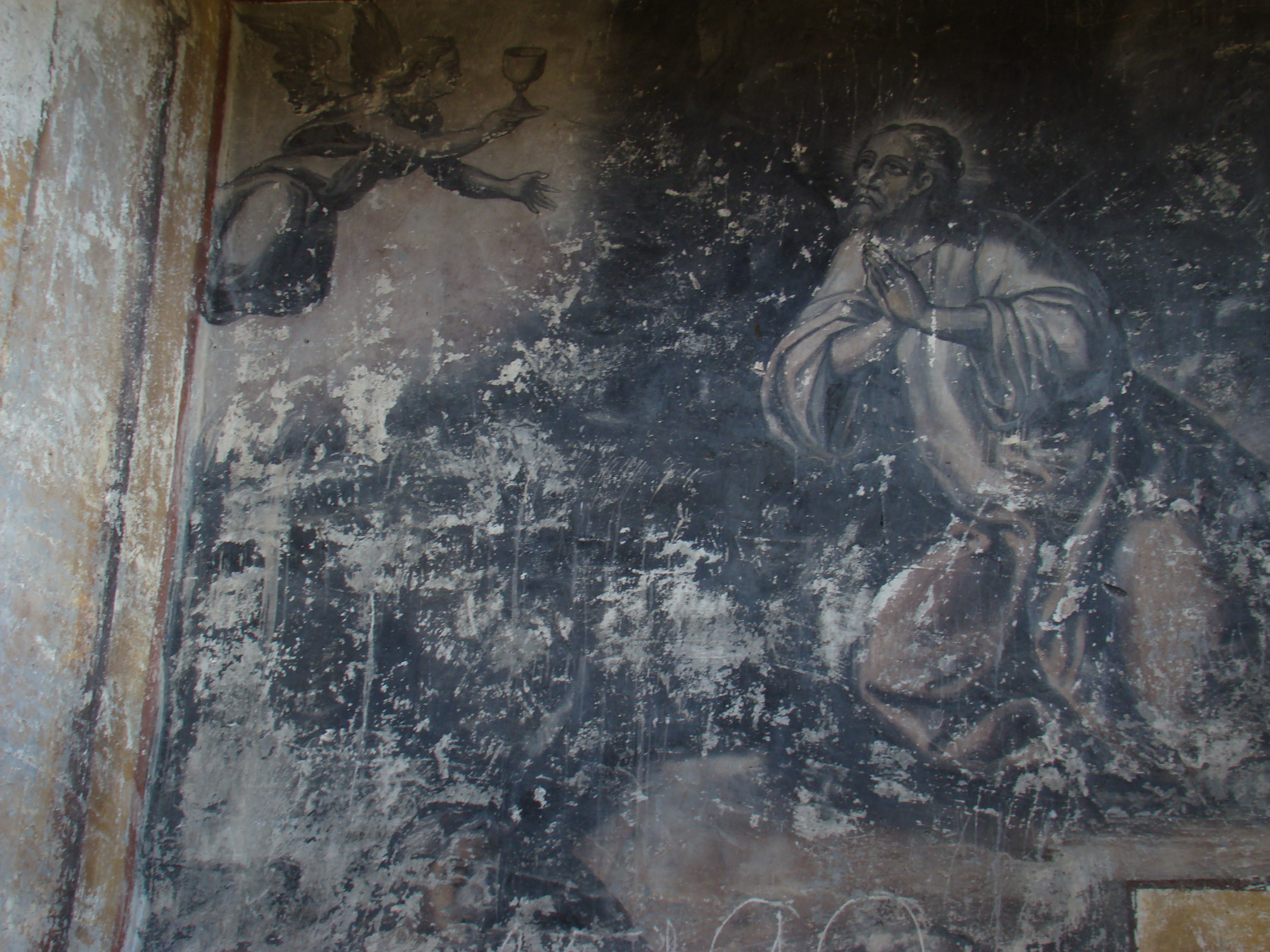
Grisallas del pintor Antonio Stella
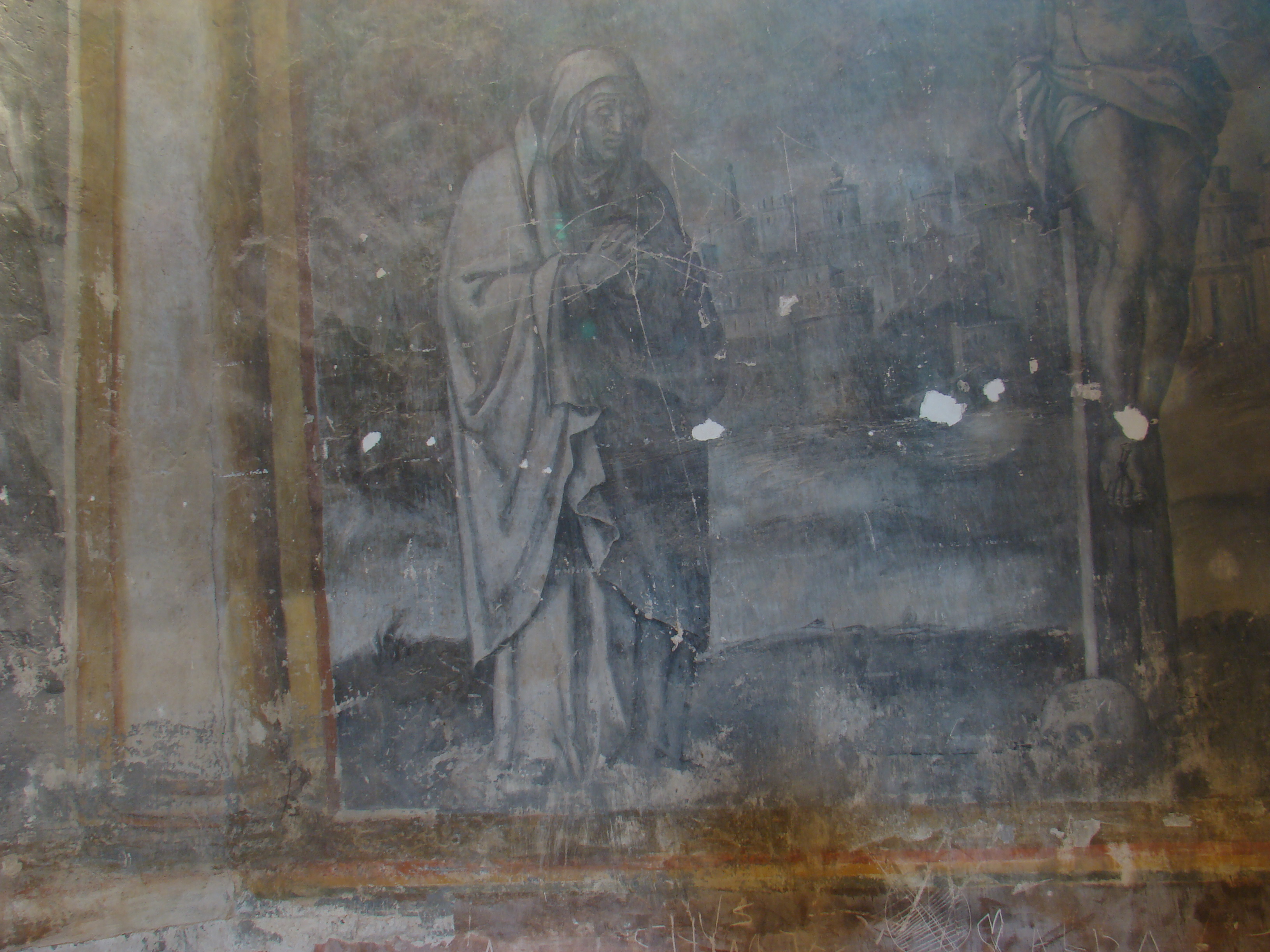
Grisallas del pintor Antonio Stella

Pero los libros de obras del monasterio —documentación desde 1681 a 1832— demuestran que tanto los claustros como la iglesia necesitaban constantes reparaciones. Gran parte del claustro del dormitorio se había hundido así como hubo hundimientos parciales en los techos del otro claustro.

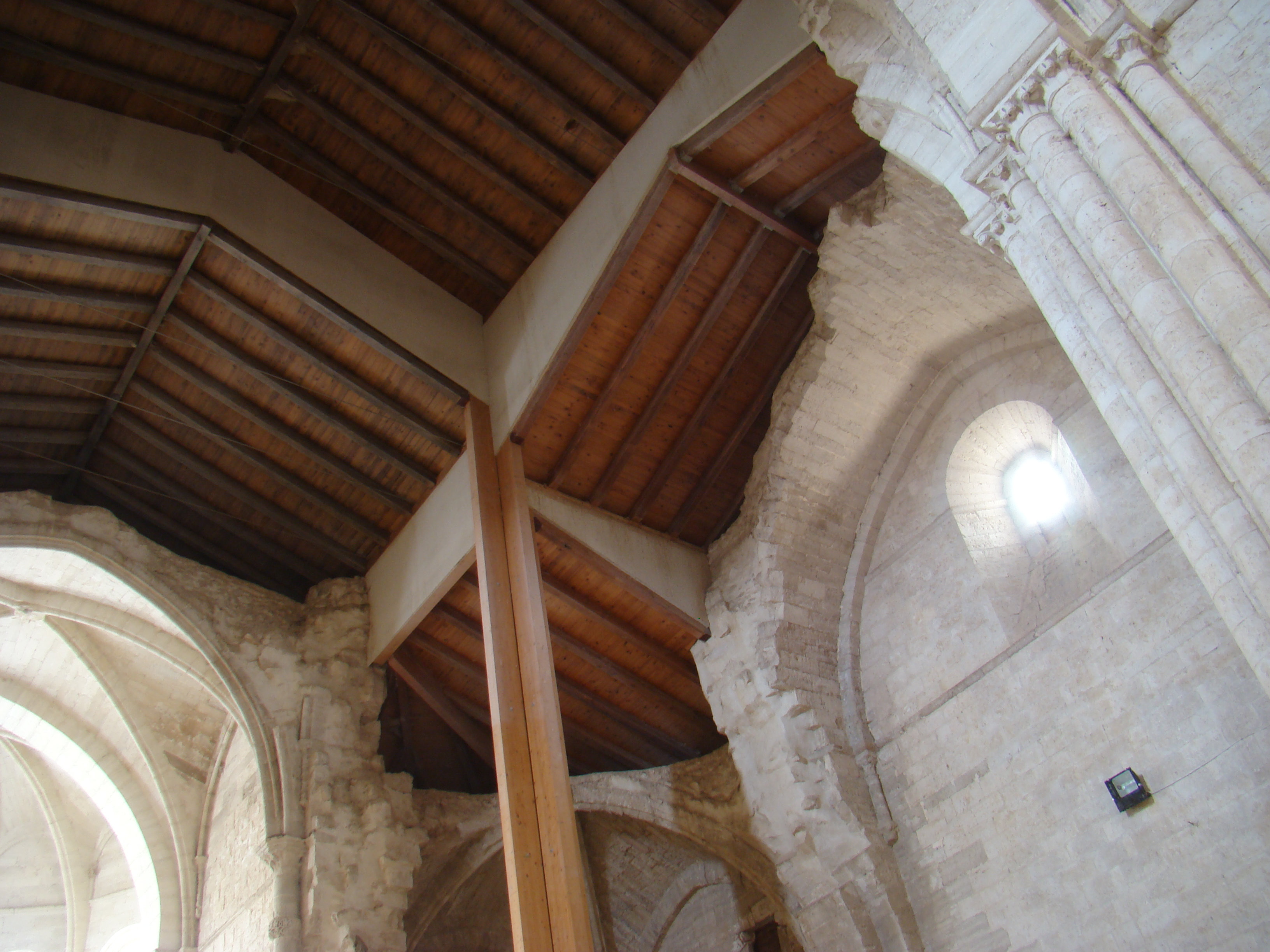
Obras y reparaciones en 1998. Sustitución del pilar derrumbado por una estructura firme

Fue necesario retejar y reparar la portería, la celda del padre cillero, la cocina, la despensa, un cobertizo del corredor, la chimenea de la sala y la hospedería. Por estos documentos se tiene noticia de que existieran tales dependencias. Años más tarde se vino abajo parte de la fachada de la iglesia y la casa donde vivía el prior estaba en estado ruinoso.

La última reparación importante fue la de 1998 descrita al comienzo del artículo.